# Шатар и хиашатар

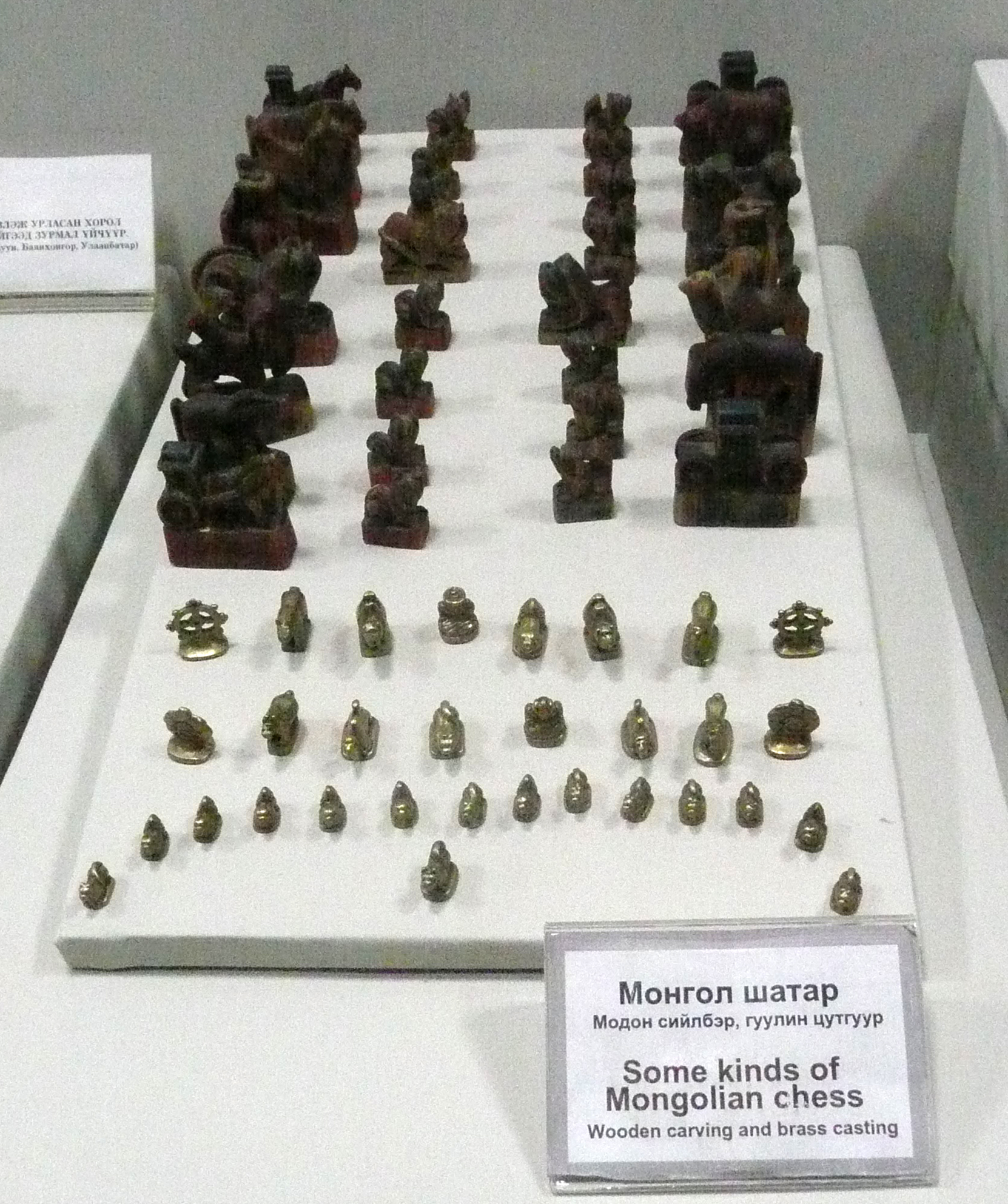
Монгольские шахматы, фото сделано в Национальном музее Монголии в Улан-Баторе

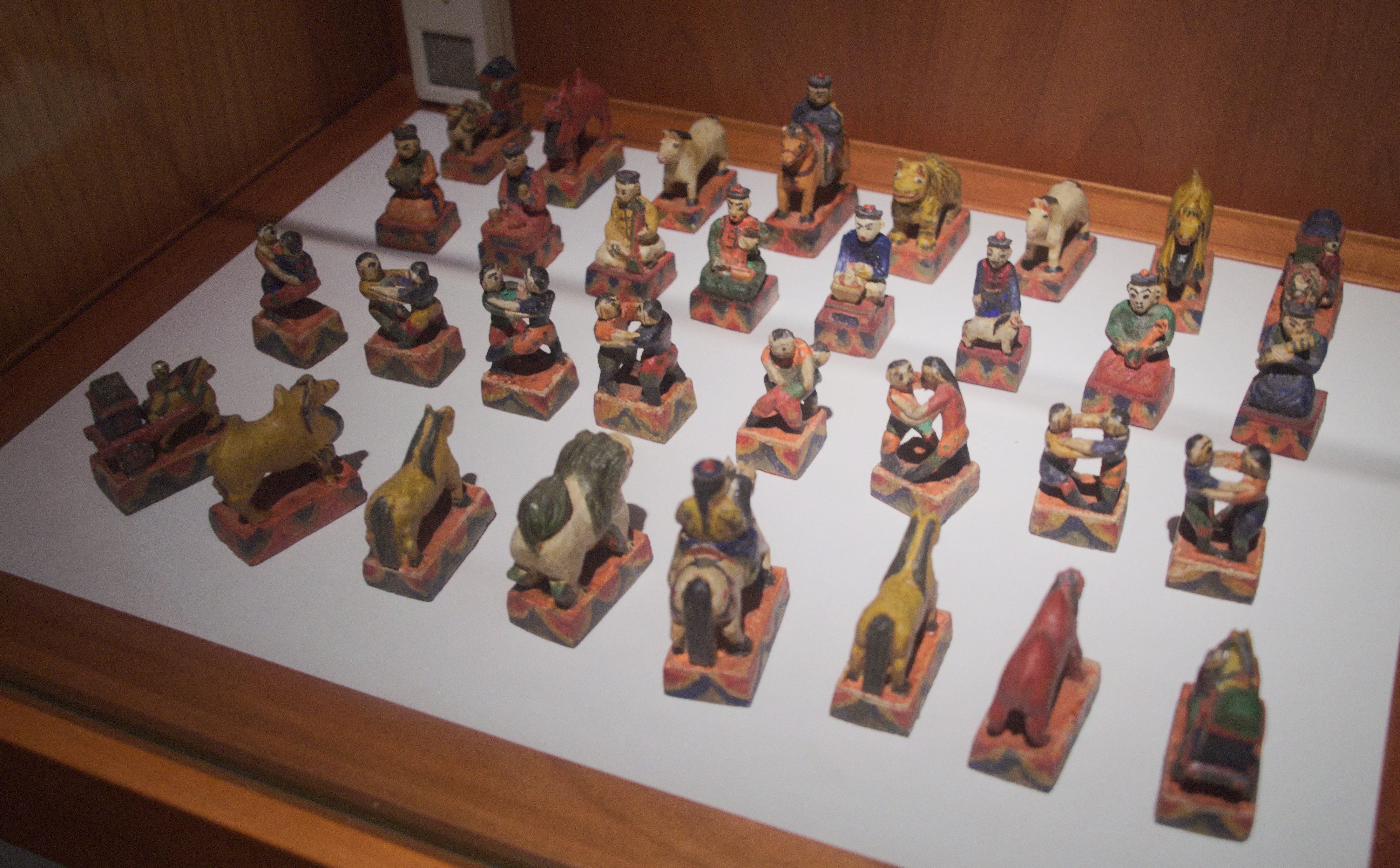
Фигуры шатар (монгольские шахматы) в Национальном музее Дании в Копенгагене, Дания.

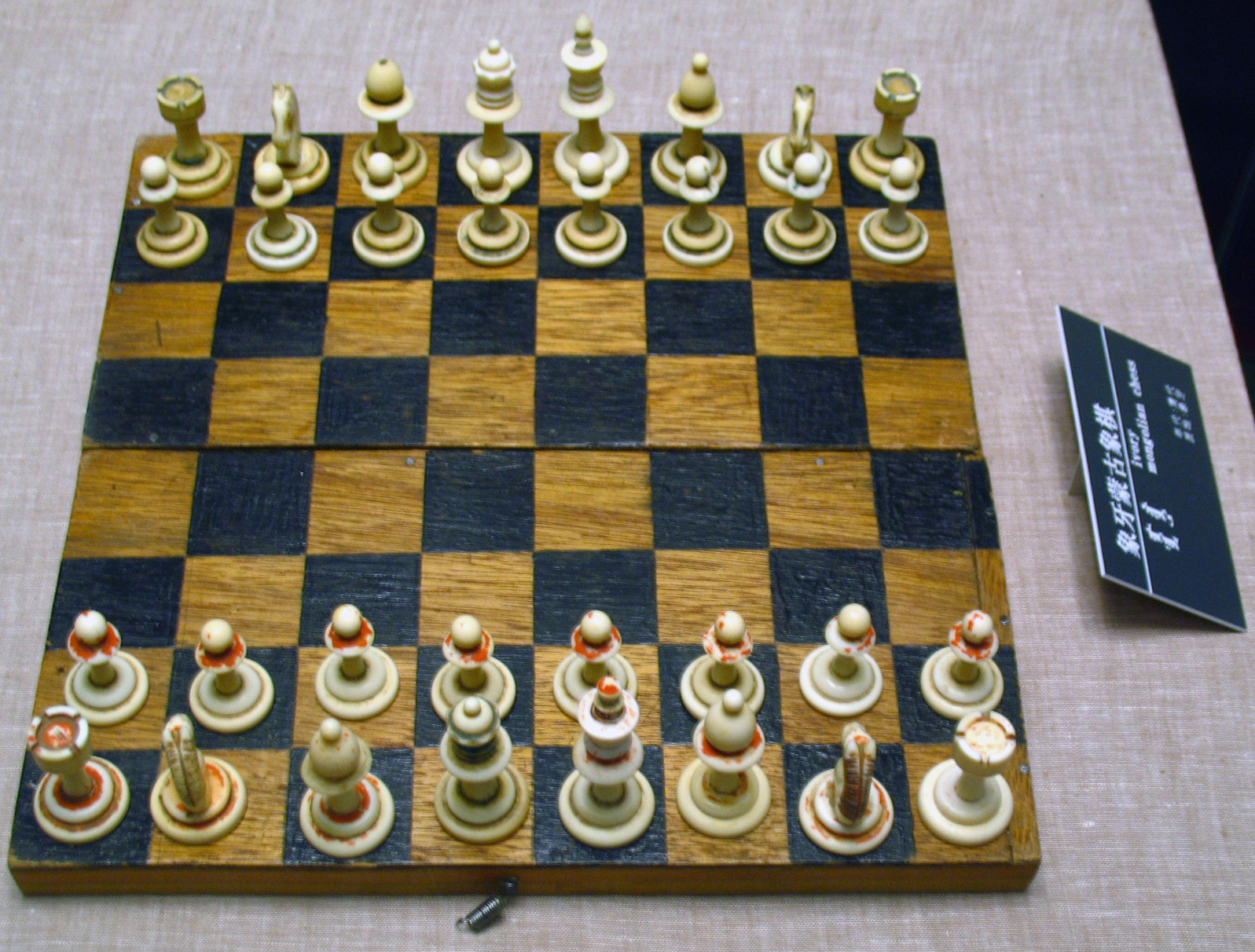
Шатар из слоновой кости выставлен в Национальном музее Хулун Буир

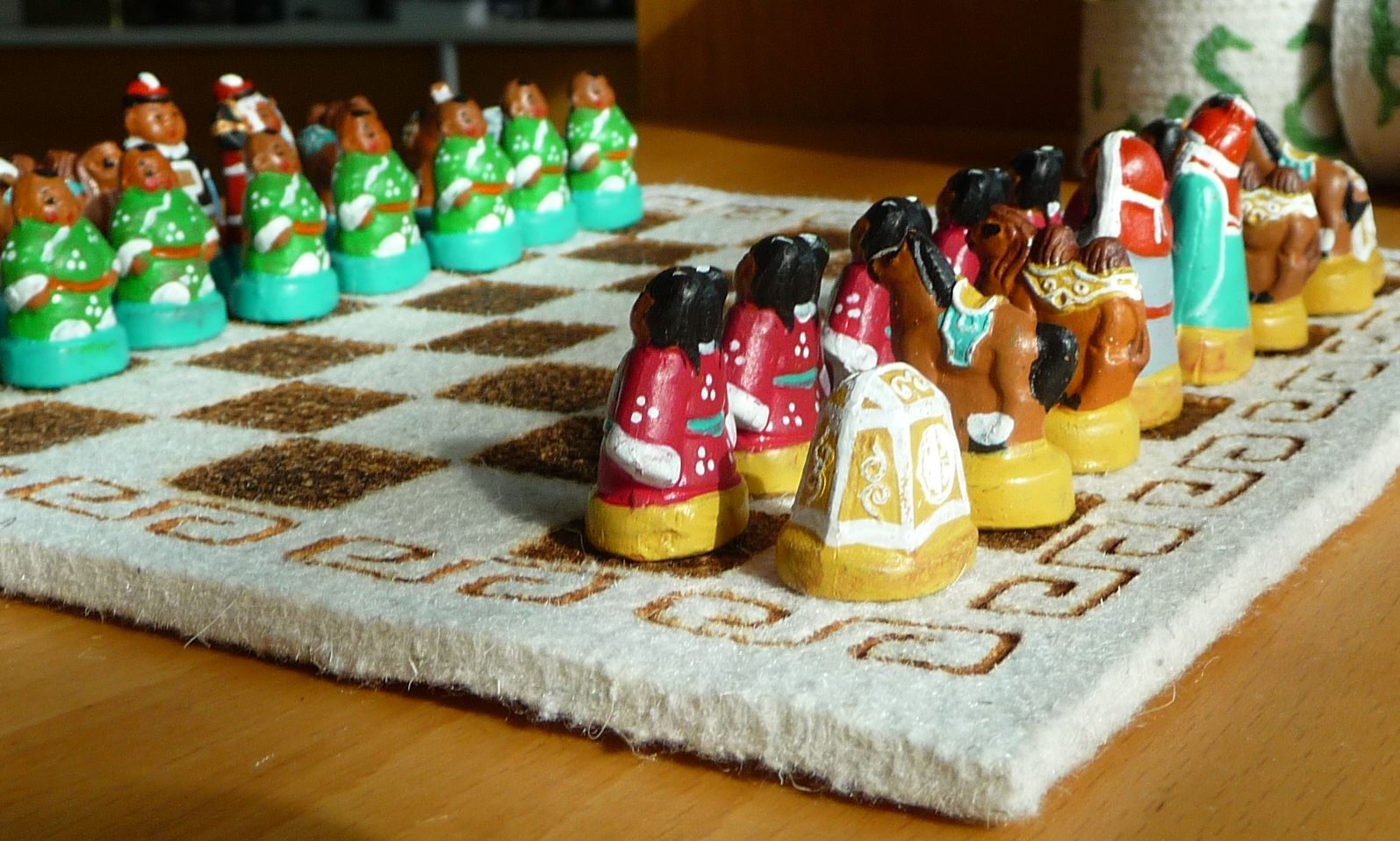
Монгольские шахматы

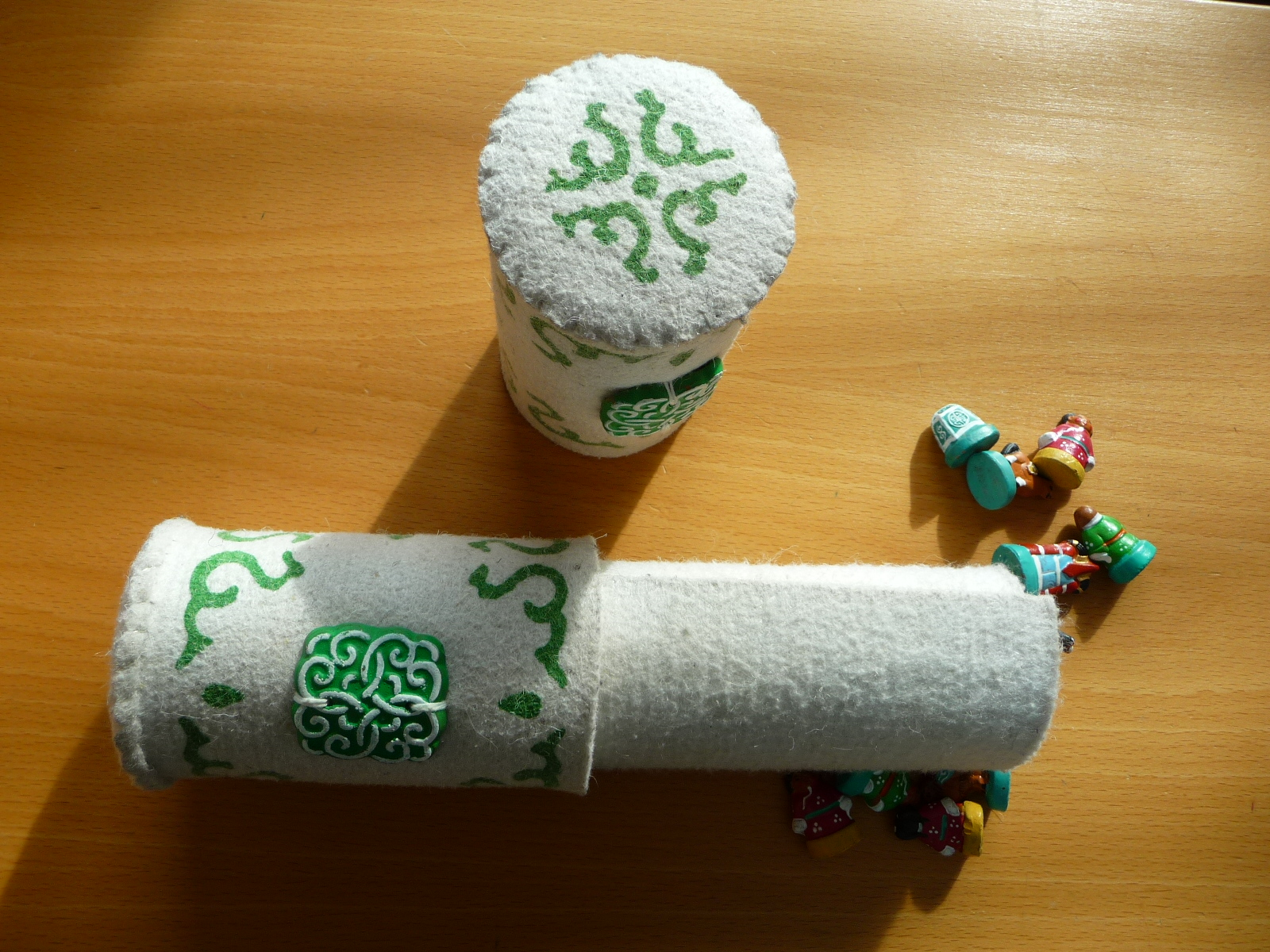
Войлочный чехол

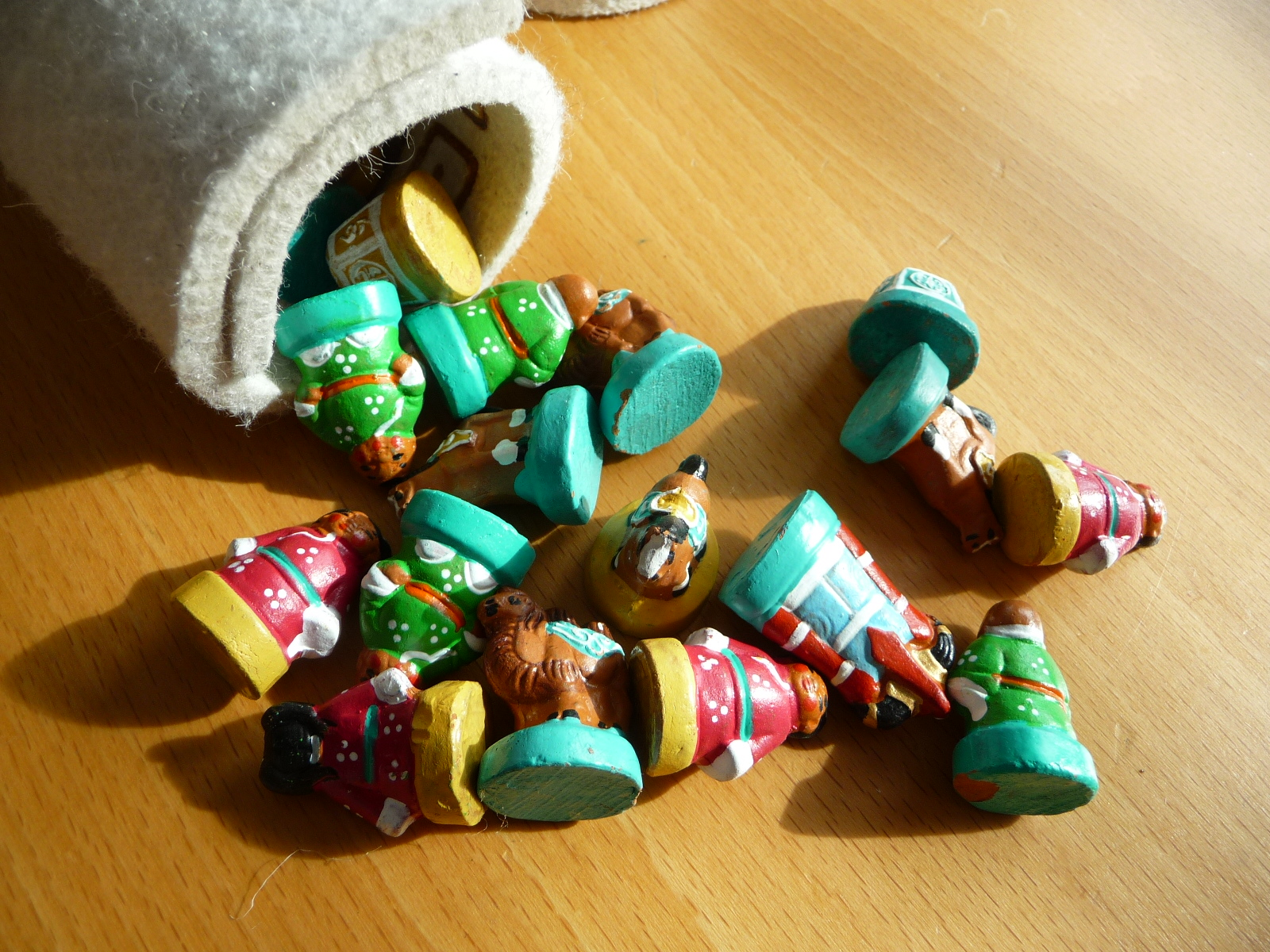
Фигуры

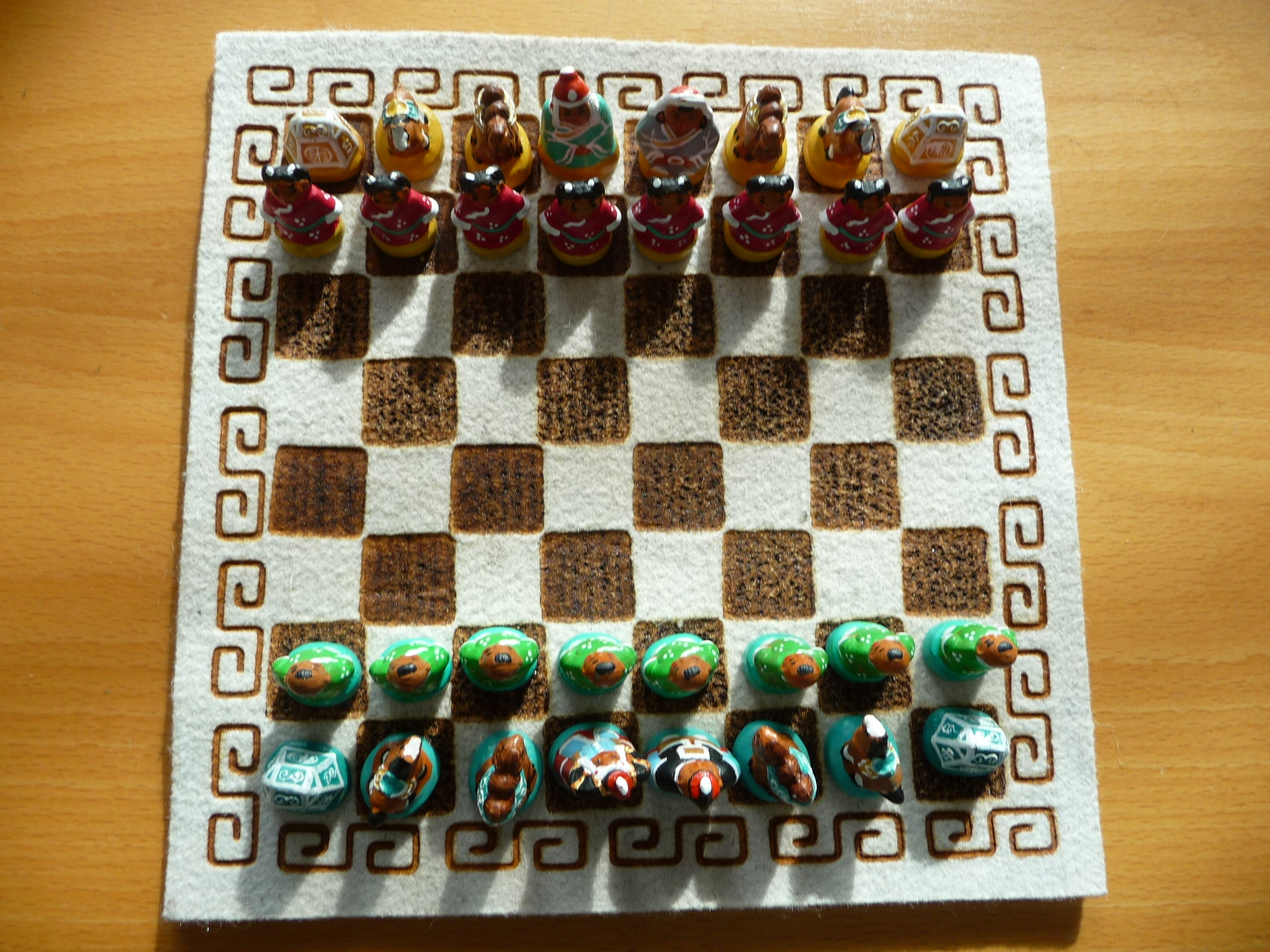
Войлочная игровая доска

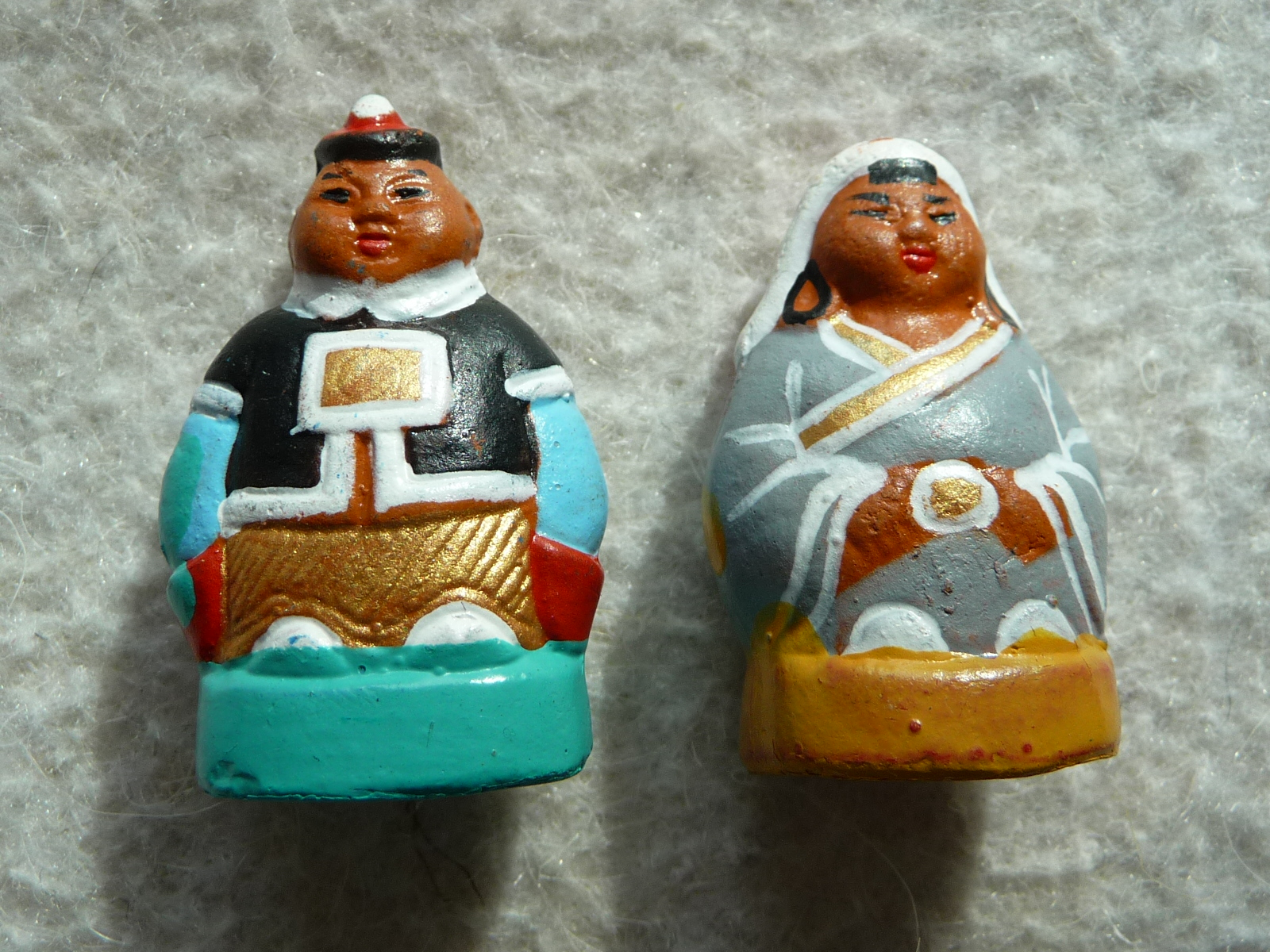
Ноён (короли)

Шатар и хиашатар — бурятское и монгольское название национальных шахматных игр, различающихся между собой размерами доски, одной фигурой («хиа»), при идентичности остальных правил игры.
В Монголии интерес к хиашатару незначителен, в Бурятии проводятся турниры по шатару.

## Легендарная история
Хиашатар возник около 500 лет назад. Согласно легенде, давным-давно жил хан, который был вынужден вести многочисленные войны. Это помогло ему понять, что для гарантии победы недостаточно только закалки и тренировки воинов. Поэтому он ввёл в своё войско особо доверенных лиц, отвечающих за безопасность. Это нововведение понравилось и другим властителям, и они переняли его. И вот однажды некий мудрец под влиянием этих новшеств преобразовал шатар, введя в него телохранителей — новые фигуры, отвечающие за безопасность короля.

## Этимология названия
монг. письм. šitar-a < перс. satarang < санскр. caturaṁga. Шатар, видимо, дал алтайскую форму шахматно-шашечной игры «шатра».

## Правила
Доска размером 8х8, все поля традиционно одного цвета (светлые), номенклатура фигур — как в обычных шахматах, однако их названия и форма отличаются. Существуют различные правила игры в шатар[какие?].

### Расстановка фигур
В наиболее часто встречающемся варианте начальная расстановка фигур совпадает с расстановкой фигур в международных шахматах. Однако поскольку обязательно делать первый ход ферзевыми пешками на 2 поля вперед — d2-d4 и d7-d5, то логичнее рассматривать возникающую после этого позицию как начальную расстановку.

### Отличия от классических шахмат
Рокировка отсутствует. Ферзь ходит по вертикали и горизонтали как ладья, а по диагонали — только на соседнее поле (то есть как дракон в сёги); пешка ходит всегда только на 1 поле вперёд (за исключением обязательного первого хода для ферзевой пешки) и превращается только в ферзя, бьёт пешка вперёд на соседнее поле по диагонали; конь не имеет права ставить мат.
Различаются следующие различные формы шаха: шак — даётся ферзём, ладьёй или конём, тук — слоном, цод — пешкой. Матовать можно только шаком (то есть ферзём или ладьёй), или же непрерывной серией шахов, включающей, по крайней мере, один шак, причем если шак объявляется последним, то это не должен быть шах конём. Например, если даётся следующая серия шахов (последний шах — мат) — конём, пешкой и слоном, то это выигрыш. Если же мат ставится только слоном/слонами и/или пешкой/пешками, то это ничья — нёл. Если у одного игрока остаётся только один король, то это также ничья — робадо.
Относительно пата есть следующие противоречивые сведения: пат («чжит») — ничья; попавший в пат проигрывает.
Иногда встречаются следующие отличия от вышеприведённых правил: мат конём допустим, но это некрасиво; игру можно начинать и королевскими пешками, в таком случае они обязаны ходить на 2 поля, а ферзевые пешки ходят только на 1 поле; ферзь ставится справа от короля, это приводит к тому, что король стоит на одной вертикали не с королём противника, а с его ферзём, пешки при такой расстановке всегда ходят только на 1 поле; слон ходит по диагонали на 1-3 поля.

### Названия и изображения фигур
- Король — монг. ноён, «князь». Важный мужчина, сидящий на троне или в паланкине.
- Ферзь — монг. бэрс — мифическое животное вроде большой собаки. Может изображаться также в виде белого льва с зелёной гривой, барса или пантеры.
- Конь — монг. морь, «конь».
- Ладья — монг. тэрэг, «повозка, телега». Двухколёсная кибитка без лошади, с упирающимися в землю оглоблями. Встречаются комплекты, где ладья представлена колесом, драконом, легендарной птицей гаруда, павлиньим хвостом или веером, в современных комплектах — автомобилем или танком.
- Слон — монг. тэмээ, «верблюд». Кони и верблюды (слоны) могут различаться по половому признаку: на одном фланге — жеребцы и верблюды, на другом — кобылы и верблюдицы.
- Пешка — монг. хүү, «детёныш» ферзя, то есть щенок. Также пешки могут иметь форму львят, тигрят, зайцев или птиц.

Как правило, форма белых и чёрных (зелёных и красных) фигур одинакова. Часто окраску имеют не сами фигуры, а их цоколи.

## Хиашатар
|    | A | B | C | D | E | F | G | H | I | J |    |
| 10 | A10 чёрная ладья · B10 чёрный конь · C10 чёрный слон · D10 чёрный охранник · E10 чёрная королева · F10 чёрный король · G10 чёрный охранник · H10 чёрный слон · I10 чёрный конь · J10 чёрная ладья · A9 чёрная пешка · B9 чёрная пешка · C9 чёрная пешка · D9 чёрная пешка · E9 чёрная пешка · F9 чёрная пешка · G9 чёрная пешка · H9 чёрная пешка · I9 чёрная пешка · J9 чёрная пешка · A2 белая пешка · B2 белая пешка · C2 белая пешка · D2 белая пешка · E2 белая пешка · F2 белая пешка · G2 белая пешка · H2 белая пешка · I2 белая пешка · J2 белая пешка · A1 белая ладья · B1 белый конь · C1 белый слон · D1 белый охранник · E1 белый король · F1 белая королева · G1 белый охранник · H1 белый слон · I1 белый конь · J1 белая ладья | A10 чёрная ладья · B10 чёрный конь · C10 чёрный слон · D10 чёрный охранник · E10 чёрная королева · F10 чёрный король · G10 чёрный охранник · H10 чёрный слон · I10 чёрный конь · J10 чёрная ладья · A9 чёрная пешка · B9 чёрная пешка · C9 чёрная пешка · D9 чёрная пешка · E9 чёрная пешка · F9 чёрная пешка · G9 чёрная пешка · H9 чёрная пешка · I9 чёрная пешка · J9 чёрная пешка · A2 белая пешка · B2 белая пешка · C2 белая пешка · D2 белая пешка · E2 белая пешка · F2 белая пешка · G2 белая пешка · H2 белая пешка · I2 белая пешка · J2 белая пешка · A1 белая ладья · B1 белый конь · C1 белый слон · D1 белый охранник · E1 белый король · F1 белая королева · G1 белый охранник · H1 белый слон · I1 белый конь · J1 белая ладья | A10 чёрная ладья · B10 чёрный конь · C10 чёрный слон · D10 чёрный охранник · E10 чёрная королева · F10 чёрный король · G10 чёрный охранник · H10 чёрный слон · I10 чёрный конь · J10 чёрная ладья · A9 чёрная пешка · B9 чёрная пешка · C9 чёрная пешка · D9 чёрная пешка · E9 чёрная пешка · F9 чёрная пешка · G9 чёрная пешка · H9 чёрная пешка · I9 чёрная пешка · J9 чёрная пешка · A2 белая пешка · B2 белая пешка · C2 белая пешка · D2 белая пешка · E2 белая пешка · F2 белая пешка · G2 белая пешка · H2 белая пешка · I2 белая пешка · J2 белая пешка · A1 белая ладья · B1 белый конь · C1 белый слон · D1 белый охранник · E1 белый король · F1 белая королева · G1 белый охранник · H1 белый слон · I1 белый конь · J1 белая ладья | A10 чёрная ладья · B10 чёрный конь · C10 чёрный слон · D10 чёрный охранник · E10 чёрная королева · F10 чёрный король · G10 чёрный охранник · H10 чёрный слон · I10 чёрный конь · J10 чёрная ладья · A9 чёрная пешка · B9 чёрная пешка · C9 чёрная пешка · D9 чёрная пешка · E9 чёрная пешка · F9 чёрная пешка · G9 чёрная пешка · H9 чёрная пешка · I9 чёрная пешка · J9 чёрная пешка · A2 белая пешка · B2 белая пешка · C2 белая пешка · D2 белая пешка · E2 белая пешка · F2 белая пешка · G2 белая пешка · H2 белая пешка · I2 белая пешка · J2 белая пешка · A1 белая ладья · B1 белый конь · C1 белый слон · D1 белый охранник · E1 белый король · F1 белая королева · G1 белый охранник · H1 белый слон · I1 белый конь · J1 белая ладья | A10 чёрная ладья · B10 чёрный конь · C10 чёрный слон · D10 чёрный охранник · E10 чёрная королева · F10 чёрный король · G10 чёрный охранник · H10 чёрный слон · I10 чёрный конь · J10 чёрная ладья · A9 чёрная пешка · B9 чёрная пешка · C9 чёрная пешка · D9 чёрная пешка · E9 чёрная пешка · F9 чёрная пешка · G9 чёрная пешка · H9 чёрная пешка · I9 чёрная пешка · J9 чёрная пешка · A2 белая пешка · B2 белая пешка · C2 белая пешка · D2 белая пешка · E2 белая пешка · F2 белая пешка · G2 белая пешка · H2 белая пешка · I2 белая пешка · J2 белая пешка · A1 белая ладья · B1 белый конь · C1 белый слон · D1 белый охранник · E1 белый король · F1 белая королева · G1 белый охранник · H1 белый слон · I1 белый конь · J1 белая ладья | A10 чёрная ладья · B10 чёрный конь · C10 чёрный слон · D10 чёрный охранник · E10 чёрная королева · F10 чёрный король · G10 чёрный охранник · H10 чёрный слон · I10 чёрный конь · J10 чёрная ладья · A9 чёрная пешка · B9 чёрная пешка · C9 чёрная пешка · D9 чёрная пешка · E9 чёрная пешка · F9 чёрная пешка · G9 чёрная пешка · H9 чёрная пешка · I9 чёрная пешка · J9 чёрная пешка · A2 белая пешка · B2 белая пешка · C2 белая пешка · D2 белая пешка · E2 белая пешка · F2 белая пешка · G2 белая пешка · H2 белая пешка · I2 белая пешка · J2 белая пешка · A1 белая ладья · B1 белый конь · C1 белый слон · D1 белый охранник · E1 белый король · F1 белая королева · G1 белый охранник · H1 белый слон · I1 белый конь · J1 белая ладья | A10 чёрная ладья · B10 чёрный конь · C10 чёрный слон · D10 чёрный охранник · E10 чёрная королева · F10 чёрный король · G10 чёрный охранник · H10 чёрный слон · I10 чёрный конь · J10 чёрная ладья · A9 чёрная пешка · B9 чёрная пешка · C9 чёрная пешка · D9 чёрная пешка · E9 чёрная пешка · F9 чёрная пешка · G9 чёрная пешка · H9 чёрная пешка · I9 чёрная пешка · J9 чёрная пешка · A2 белая пешка · B2 белая пешка · C2 белая пешка · D2 белая пешка · E2 белая пешка · F2 белая пешка · G2 белая пешка · H2 белая пешка · I2 белая пешка · J2 белая пешка · A1 белая ладья · B1 белый конь · C1 белый слон · D1 белый охранник · E1 белый король · F1 белая королева · G1 белый охранник · H1 белый слон · I1 белый конь · J1 белая ладья | A10 чёрная ладья · B10 чёрный конь · C10 чёрный слон · D10 чёрный охранник · E10 чёрная королева · F10 чёрный король · G10 чёрный охранник · H10 чёрный слон · I10 чёрный конь · J10 чёрная ладья · A9 чёрная пешка · B9 чёрная пешка · C9 чёрная пешка · D9 чёрная пешка · E9 чёрная пешка · F9 чёрная пешка · G9 чёрная пешка · H9 чёрная пешка · I9 чёрная пешка · J9 чёрная пешка · A2 белая пешка · B2 белая пешка · C2 белая пешка · D2 белая пешка · E2 белая пешка · F2 белая пешка · G2 белая пешка · H2 белая пешка · I2 белая пешка · J2 белая пешка · A1 белая ладья · B1 белый конь · C1 белый слон · D1 белый охранник · E1 белый король · F1 белая королева · G1 белый охранник · H1 белый слон · I1 белый конь · J1 белая ладья | A10 чёрная ладья · B10 чёрный конь · C10 чёрный слон · D10 чёрный охранник · E10 чёрная королева · F10 чёрный король · G10 чёрный охранник · H10 чёрный слон · I10 чёрный конь · J10 чёрная ладья · A9 чёрная пешка · B9 чёрная пешка · C9 чёрная пешка · D9 чёрная пешка · E9 чёрная пешка · F9 чёрная пешка · G9 чёрная пешка · H9 чёрная пешка · I9 чёрная пешка · J9 чёрная пешка · A2 белая пешка · B2 белая пешка · C2 белая пешка · D2 белая пешка · E2 белая пешка · F2 белая пешка · G2 белая пешка · H2 белая пешка · I2 белая пешка · J2 белая пешка · A1 белая ладья · B1 белый конь · C1 белый слон · D1 белый охранник · E1 белый король · F1 белая королева · G1 белый охранник · H1 белый слон · I1 белый конь · J1 белая ладья | A10 чёрная ладья · B10 чёрный конь · C10 чёрный слон · D10 чёрный охранник · E10 чёрная королева · F10 чёрный король · G10 чёрный охранник · H10 чёрный слон · I10 чёрный конь · J10 чёрная ладья · A9 чёрная пешка · B9 чёрная пешка · C9 чёрная пешка · D9 чёрная пешка · E9 чёрная пешка · F9 чёрная пешка · G9 чёрная пешка · H9 чёрная пешка · I9 чёрная пешка · J9 чёрная пешка · A2 белая пешка · B2 белая пешка · C2 белая пешка · D2 белая пешка · E2 белая пешка · F2 белая пешка · G2 белая пешка · H2 белая пешка · I2 белая пешка · J2 белая пешка · A1 белая ладья · B1 белый конь · C1 белый слон · D1 белый охранник · E1 белый король · F1 белая королева · G1 белый охранник · H1 белый слон · I1 белый конь · J1 белая ладья | 10 |
| 9  | A10 чёрная ладья · B10 чёрный конь · C10 чёрный слон · D10 чёрный охранник · E10 чёрная королева · F10 чёрный король · G10 чёрный охранник · H10 чёрный слон · I10 чёрный конь · J10 чёрная ладья · A9 чёрная пешка · B9 чёрная пешка · C9 чёрная пешка · D9 чёрная пешка · E9 чёрная пешка · F9 чёрная пешка · G9 чёрная пешка · H9 чёрная пешка · I9 чёрная пешка · J9 чёрная пешка · A2 белая пешка · B2 белая пешка · C2 белая пешка · D2 белая пешка · E2 белая пешка · F2 белая пешка · G2 белая пешка · H2 белая пешка · I2 белая пешка · J2 белая пешка · A1 белая ладья · B1 белый конь · C1 белый слон · D1 белый охранник · E1 белый король · F1 белая королева · G1 белый охранник · H1 белый слон · I1 белый конь · J1 белая ладья | A10 чёрная ладья · B10 чёрный конь · C10 чёрный слон · D10 чёрный охранник · E10 чёрная королева · F10 чёрный король · G10 чёрный охранник · H10 чёрный слон · I10 чёрный конь · J10 чёрная ладья · A9 чёрная пешка · B9 чёрная пешка · C9 чёрная пешка · D9 чёрная пешка · E9 чёрная пешка · F9 чёрная пешка · G9 чёрная пешка · H9 чёрная пешка · I9 чёрная пешка · J9 чёрная пешка · A2 белая пешка · B2 белая пешка · C2 белая пешка · D2 белая пешка · E2 белая пешка · F2 белая пешка · G2 белая пешка · H2 белая пешка · I2 белая пешка · J2 белая пешка · A1 белая ладья · B1 белый конь · C1 белый слон · D1 белый охранник · E1 белый король · F1 белая королева · G1 белый охранник · H1 белый слон · I1 белый конь · J1 белая ладья | A10 чёрная ладья · B10 чёрный конь · C10 чёрный слон · D10 чёрный охранник · E10 чёрная королева · F10 чёрный король · G10 чёрный охранник · H10 чёрный слон · I10 чёрный конь · J10 чёрная ладья · A9 чёрная пешка · B9 чёрная пешка · C9 чёрная пешка · D9 чёрная пешка · E9 чёрная пешка · F9 чёрная пешка · G9 чёрная пешка · H9 чёрная пешка · I9 чёрная пешка · J9 чёрная пешка · A2 белая пешка · B2 белая пешка · C2 белая пешка · D2 белая пешка · E2 белая пешка · F2 белая пешка · G2 белая пешка · H2 белая пешка · I2 белая пешка · J2 белая пешка · A1 белая ладья · B1 белый конь · C1 белый слон · D1 белый охранник · E1 белый король · F1 белая королева · G1 белый охранник · H1 белый слон · I1 белый конь · J1 белая ладья | A10 чёрная ладья · B10 чёрный конь · C10 чёрный слон · D10 чёрный охранник · E10 чёрная королева · F10 чёрный король · G10 чёрный охранник · H10 чёрный слон · I10 чёрный конь · J10 чёрная ладья · A9 чёрная пешка · B9 чёрная пешка · C9 чёрная пешка · D9 чёрная пешка · E9 чёрная пешка · F9 чёрная пешка · G9 чёрная пешка · H9 чёрная пешка · I9 чёрная пешка · J9 чёрная пешка · A2 белая пешка · B2 белая пешка · C2 белая пешка · D2 белая пешка · E2 белая пешка · F2 белая пешка · G2 белая пешка · H2 белая пешка · I2 белая пешка · J2 белая пешка · A1 белая ладья · B1 белый конь · C1 белый слон · D1 белый охранник · E1 белый король · F1 белая королева · G1 белый охранник · H1 белый слон · I1 белый конь · J1 белая ладья | A10 чёрная ладья · B10 чёрный конь · C10 чёрный слон · D10 чёрный охранник · E10 чёрная королева · F10 чёрный король · G10 чёрный охранник · H10 чёрный слон · I10 чёрный конь · J10 чёрная ладья · A9 чёрная пешка · B9 чёрная пешка · C9 чёрная пешка · D9 чёрная пешка · E9 чёрная пешка · F9 чёрная пешка · G9 чёрная пешка · H9 чёрная пешка · I9 чёрная пешка · J9 чёрная пешка · A2 белая пешка · B2 белая пешка · C2 белая пешка · D2 белая пешка · E2 белая пешка · F2 белая пешка · G2 белая пешка · H2 белая пешка · I2 белая пешка · J2 белая пешка · A1 белая ладья · B1 белый конь · C1 белый слон · D1 белый охранник · E1 белый король · F1 белая королева · G1 белый охранник · H1 белый слон · I1 белый конь · J1 белая ладья | A10 чёрная ладья · B10 чёрный конь · C10 чёрный слон · D10 чёрный охранник · E10 чёрная королева · F10 чёрный король · G10 чёрный охранник · H10 чёрный слон · I10 чёрный конь · J10 чёрная ладья · A9 чёрная пешка · B9 чёрная пешка · C9 чёрная пешка · D9 чёрная пешка · E9 чёрная пешка · F9 чёрная пешка · G9 чёрная пешка · H9 чёрная пешка · I9 чёрная пешка · J9 чёрная пешка · A2 белая пешка · B2 белая пешка · C2 белая пешка · D2 белая пешка · E2 белая пешка · F2 белая пешка · G2 белая пешка · H2 белая пешка · I2 белая пешка · J2 белая пешка · A1 белая ладья · B1 белый конь · C1 белый слон · D1 белый охранник · E1 белый король · F1 белая королева · G1 белый охранник · H1 белый слон · I1 белый конь · J1 белая ладья | A10 чёрная ладья · B10 чёрный конь · C10 чёрный слон · D10 чёрный охранник · E10 чёрная королева · F10 чёрный король · G10 чёрный охранник · H10 чёрный слон · I10 чёрный конь · J10 чёрная ладья · A9 чёрная пешка · B9 чёрная пешка · C9 чёрная пешка · D9 чёрная пешка · E9 чёрная пешка · F9 чёрная пешка · G9 чёрная пешка · H9 чёрная пешка · I9 чёрная пешка · J9 чёрная пешка · A2 белая пешка · B2 белая пешка · C2 белая пешка · D2 белая пешка · E2 белая пешка · F2 белая пешка · G2 белая пешка · H2 белая пешка · I2 белая пешка · J2 белая пешка · A1 белая ладья · B1 белый конь · C1 белый слон · D1 белый охранник · E1 белый король · F1 белая королева · G1 белый охранник · H1 белый слон · I1 белый конь · J1 белая ладья | A10 чёрная ладья · B10 чёрный конь · C10 чёрный слон · D10 чёрный охранник · E10 чёрная королева · F10 чёрный король · G10 чёрный охранник · H10 чёрный слон · I10 чёрный конь · J10 чёрная ладья · A9 чёрная пешка · B9 чёрная пешка · C9 чёрная пешка · D9 чёрная пешка · E9 чёрная пешка · F9 чёрная пешка · G9 чёрная пешка · H9 чёрная пешка · I9 чёрная пешка · J9 чёрная пешка · A2 белая пешка · B2 белая пешка · C2 белая пешка · D2 белая пешка · E2 белая пешка · F2 белая пешка · G2 белая пешка · H2 белая пешка · I2 белая пешка · J2 белая пешка · A1 белая ладья · B1 белый конь · C1 белый слон · D1 белый охранник · E1 белый король · F1 белая королева · G1 белый охранник · H1 белый слон · I1 белый конь · J1 белая ладья | A10 чёрная ладья · B10 чёрный конь · C10 чёрный слон · D10 чёрный охранник · E10 чёрная королева · F10 чёрный король · G10 чёрный охранник · H10 чёрный слон · I10 чёрный конь · J10 чёрная ладья · A9 чёрная пешка · B9 чёрная пешка · C9 чёрная пешка · D9 чёрная пешка · E9 чёрная пешка · F9 чёрная пешка · G9 чёрная пешка · H9 чёрная пешка · I9 чёрная пешка · J9 чёрная пешка · A2 белая пешка · B2 белая пешка · C2 белая пешка · D2 белая пешка · E2 белая пешка · F2 белая пешка · G2 белая пешка · H2 белая пешка · I2 белая пешка · J2 белая пешка · A1 белая ладья · B1 белый конь · C1 белый слон · D1 белый охранник · E1 белый король · F1 белая королева · G1 белый охранник · H1 белый слон · I1 белый конь · J1 белая ладья | A10 чёрная ладья · B10 чёрный конь · C10 чёрный слон · D10 чёрный охранник · E10 чёрная королева · F10 чёрный король · G10 чёрный охранник · H10 чёрный слон · I10 чёрный конь · J10 чёрная ладья · A9 чёрная пешка · B9 чёрная пешка · C9 чёрная пешка · D9 чёрная пешка · E9 чёрная пешка · F9 чёрная пешка · G9 чёрная пешка · H9 чёрная пешка · I9 чёрная пешка · J9 чёрная пешка · A2 белая пешка · B2 белая пешка · C2 белая пешка · D2 белая пешка · E2 белая пешка · F2 белая пешка · G2 белая пешка · H2 белая пешка · I2 белая пешка · J2 белая пешка · A1 белая ладья · B1 белый конь · C1 белый слон · D1 белый охранник · E1 белый король · F1 белая королева · G1 белый охранник · H1 белый слон · I1 белый конь · J1 белая ладья | 9  |
| 8  | A10 чёрная ладья · B10 чёрный конь · C10 чёрный слон · D10 чёрный охранник · E10 чёрная королева · F10 чёрный король · G10 чёрный охранник · H10 чёрный слон · I10 чёрный конь · J10 чёрная ладья · A9 чёрная пешка · B9 чёрная пешка · C9 чёрная пешка · D9 чёрная пешка · E9 чёрная пешка · F9 чёрная пешка · G9 чёрная пешка · H9 чёрная пешка · I9 чёрная пешка · J9 чёрная пешка · A2 белая пешка · B2 белая пешка · C2 белая пешка · D2 белая пешка · E2 белая пешка · F2 белая пешка · G2 белая пешка · H2 белая пешка · I2 белая пешка · J2 белая пешка · A1 белая ладья · B1 белый конь · C1 белый слон · D1 белый охранник · E1 белый король · F1 белая королева · G1 белый охранник · H1 белый слон · I1 белый конь · J1 белая ладья | A10 чёрная ладья · B10 чёрный конь · C10 чёрный слон · D10 чёрный охранник · E10 чёрная королева · F10 чёрный король · G10 чёрный охранник · H10 чёрный слон · I10 чёрный конь · J10 чёрная ладья · A9 чёрная пешка · B9 чёрная пешка · C9 чёрная пешка · D9 чёрная пешка · E9 чёрная пешка · F9 чёрная пешка · G9 чёрная пешка · H9 чёрная пешка · I9 чёрная пешка · J9 чёрная пешка · A2 белая пешка · B2 белая пешка · C2 белая пешка · D2 белая пешка · E2 белая пешка · F2 белая пешка · G2 белая пешка · H2 белая пешка · I2 белая пешка · J2 белая пешка · A1 белая ладья · B1 белый конь · C1 белый слон · D1 белый охранник · E1 белый король · F1 белая королева · G1 белый охранник · H1 белый слон · I1 белый конь · J1 белая ладья | A10 чёрная ладья · B10 чёрный конь · C10 чёрный слон · D10 чёрный охранник · E10 чёрная королева · F10 чёрный король · G10 чёрный охранник · H10 чёрный слон · I10 чёрный конь · J10 чёрная ладья · A9 чёрная пешка · B9 чёрная пешка · C9 чёрная пешка · D9 чёрная пешка · E9 чёрная пешка · F9 чёрная пешка · G9 чёрная пешка · H9 чёрная пешка · I9 чёрная пешка · J9 чёрная пешка · A2 белая пешка · B2 белая пешка · C2 белая пешка · D2 белая пешка · E2 белая пешка · F2 белая пешка · G2 белая пешка · H2 белая пешка · I2 белая пешка · J2 белая пешка · A1 белая ладья · B1 белый конь · C1 белый слон · D1 белый охранник · E1 белый король · F1 белая королева · G1 белый охранник · H1 белый слон · I1 белый конь · J1 белая ладья | A10 чёрная ладья · B10 чёрный конь · C10 чёрный слон · D10 чёрный охранник · E10 чёрная королева · F10 чёрный король · G10 чёрный охранник · H10 чёрный слон · I10 чёрный конь · J10 чёрная ладья · A9 чёрная пешка · B9 чёрная пешка · C9 чёрная пешка · D9 чёрная пешка · E9 чёрная пешка · F9 чёрная пешка · G9 чёрная пешка · H9 чёрная пешка · I9 чёрная пешка · J9 чёрная пешка · A2 белая пешка · B2 белая пешка · C2 белая пешка · D2 белая пешка · E2 белая пешка · F2 белая пешка · G2 белая пешка · H2 белая пешка · I2 белая пешка · J2 белая пешка · A1 белая ладья · B1 белый конь · C1 белый слон · D1 белый охранник · E1 белый король · F1 белая королева · G1 белый охранник · H1 белый слон · I1 белый конь · J1 белая ладья | A10 чёрная ладья · B10 чёрный конь · C10 чёрный слон · D10 чёрный охранник · E10 чёрная королева · F10 чёрный король · G10 чёрный охранник · H10 чёрный слон · I10 чёрный конь · J10 чёрная ладья · A9 чёрная пешка · B9 чёрная пешка · C9 чёрная пешка · D9 чёрная пешка · E9 чёрная пешка · F9 чёрная пешка · G9 чёрная пешка · H9 чёрная пешка · I9 чёрная пешка · J9 чёрная пешка · A2 белая пешка · B2 белая пешка · C2 белая пешка · D2 белая пешка · E2 белая пешка · F2 белая пешка · G2 белая пешка · H2 белая пешка · I2 белая пешка · J2 белая пешка · A1 белая ладья · B1 белый конь · C1 белый слон · D1 белый охранник · E1 белый король · F1 белая королева · G1 белый охранник · H1 белый слон · I1 белый конь · J1 белая ладья | A10 чёрная ладья · B10 чёрный конь · C10 чёрный слон · D10 чёрный охранник · E10 чёрная королева · F10 чёрный король · G10 чёрный охранник · H10 чёрный слон · I10 чёрный конь · J10 чёрная ладья · A9 чёрная пешка · B9 чёрная пешка · C9 чёрная пешка · D9 чёрная пешка · E9 чёрная пешка · F9 чёрная пешка · G9 чёрная пешка · H9 чёрная пешка · I9 чёрная пешка · J9 чёрная пешка · A2 белая пешка · B2 белая пешка · C2 белая пешка · D2 белая пешка · E2 белая пешка · F2 белая пешка · G2 белая пешка · H2 белая пешка · I2 белая пешка · J2 белая пешка · A1 белая ладья · B1 белый конь · C1 белый слон · D1 белый охранник · E1 белый король · F1 белая королева · G1 белый охранник · H1 белый слон · I1 белый конь · J1 белая ладья | A10 чёрная ладья · B10 чёрный конь · C10 чёрный слон · D10 чёрный охранник · E10 чёрная королева · F10 чёрный король · G10 чёрный охранник · H10 чёрный слон · I10 чёрный конь · J10 чёрная ладья · A9 чёрная пешка · B9 чёрная пешка · C9 чёрная пешка · D9 чёрная пешка · E9 чёрная пешка · F9 чёрная пешка · G9 чёрная пешка · H9 чёрная пешка · I9 чёрная пешка · J9 чёрная пешка · A2 белая пешка · B2 белая пешка · C2 белая пешка · D2 белая пешка · E2 белая пешка · F2 белая пешка · G2 белая пешка · H2 белая пешка · I2 белая пешка · J2 белая пешка · A1 белая ладья · B1 белый конь · C1 белый слон · D1 белый охранник · E1 белый король · F1 белая королева · G1 белый охранник · H1 белый слон · I1 белый конь · J1 белая ладья | A10 чёрная ладья · B10 чёрный конь · C10 чёрный слон · D10 чёрный охранник · E10 чёрная королева · F10 чёрный король · G10 чёрный охранник · H10 чёрный слон · I10 чёрный конь · J10 чёрная ладья · A9 чёрная пешка · B9 чёрная пешка · C9 чёрная пешка · D9 чёрная пешка · E9 чёрная пешка · F9 чёрная пешка · G9 чёрная пешка · H9 чёрная пешка · I9 чёрная пешка · J9 чёрная пешка · A2 белая пешка · B2 белая пешка · C2 белая пешка · D2 белая пешка · E2 белая пешка · F2 белая пешка · G2 белая пешка · H2 белая пешка · I2 белая пешка · J2 белая пешка · A1 белая ладья · B1 белый конь · C1 белый слон · D1 белый охранник · E1 белый король · F1 белая королева · G1 белый охранник · H1 белый слон · I1 белый конь · J1 белая ладья | A10 чёрная ладья · B10 чёрный конь · C10 чёрный слон · D10 чёрный охранник · E10 чёрная королева · F10 чёрный король · G10 чёрный охранник · H10 чёрный слон · I10 чёрный конь · J10 чёрная ладья · A9 чёрная пешка · B9 чёрная пешка · C9 чёрная пешка · D9 чёрная пешка · E9 чёрная пешка · F9 чёрная пешка · G9 чёрная пешка · H9 чёрная пешка · I9 чёрная пешка · J9 чёрная пешка · A2 белая пешка · B2 белая пешка · C2 белая пешка · D2 белая пешка · E2 белая пешка · F2 белая пешка · G2 белая пешка · H2 белая пешка · I2 белая пешка · J2 белая пешка · A1 белая ладья · B1 белый конь · C1 белый слон · D1 белый охранник · E1 белый король · F1 белая королева · G1 белый охранник · H1 белый слон · I1 белый конь · J1 белая ладья | A10 чёрная ладья · B10 чёрный конь · C10 чёрный слон · D10 чёрный охранник · E10 чёрная королева · F10 чёрный король · G10 чёрный охранник · H10 чёрный слон · I10 чёрный конь · J10 чёрная ладья · A9 чёрная пешка · B9 чёрная пешка · C9 чёрная пешка · D9 чёрная пешка · E9 чёрная пешка · F9 чёрная пешка · G9 чёрная пешка · H9 чёрная пешка · I9 чёрная пешка · J9 чёрная пешка · A2 белая пешка · B2 белая пешка · C2 белая пешка · D2 белая пешка · E2 белая пешка · F2 белая пешка · G2 белая пешка · H2 белая пешка · I2 белая пешка · J2 белая пешка · A1 белая ладья · B1 белый конь · C1 белый слон · D1 белый охранник · E1 белый король · F1 белая королева · G1 белый охранник · H1 белый слон · I1 белый конь · J1 белая ладья | 8  |
| 7  | A10 чёрная ладья · B10 чёрный конь · C10 чёрный слон · D10 чёрный охранник · E10 чёрная королева · F10 чёрный король · G10 чёрный охранник · H10 чёрный слон · I10 чёрный конь · J10 чёрная ладья · A9 чёрная пешка · B9 чёрная пешка · C9 чёрная пешка · D9 чёрная пешка · E9 чёрная пешка · F9 чёрная пешка · G9 чёрная пешка · H9 чёрная пешка · I9 чёрная пешка · J9 чёрная пешка · A2 белая пешка · B2 белая пешка · C2 белая пешка · D2 белая пешка · E2 белая пешка · F2 белая пешка · G2 белая пешка · H2 белая пешка · I2 белая пешка · J2 белая пешка · A1 белая ладья · B1 белый конь · C1 белый слон · D1 белый охранник · E1 белый король · F1 белая королева · G1 белый охранник · H1 белый слон · I1 белый конь · J1 белая ладья | A10 чёрная ладья · B10 чёрный конь · C10 чёрный слон · D10 чёрный охранник · E10 чёрная королева · F10 чёрный король · G10 чёрный охранник · H10 чёрный слон · I10 чёрный конь · J10 чёрная ладья · A9 чёрная пешка · B9 чёрная пешка · C9 чёрная пешка · D9 чёрная пешка · E9 чёрная пешка · F9 чёрная пешка · G9 чёрная пешка · H9 чёрная пешка · I9 чёрная пешка · J9 чёрная пешка · A2 белая пешка · B2 белая пешка · C2 белая пешка · D2 белая пешка · E2 белая пешка · F2 белая пешка · G2 белая пешка · H2 белая пешка · I2 белая пешка · J2 белая пешка · A1 белая ладья · B1 белый конь · C1 белый слон · D1 белый охранник · E1 белый король · F1 белая королева · G1 белый охранник · H1 белый слон · I1 белый конь · J1 белая ладья | A10 чёрная ладья · B10 чёрный конь · C10 чёрный слон · D10 чёрный охранник · E10 чёрная королева · F10 чёрный король · G10 чёрный охранник · H10 чёрный слон · I10 чёрный конь · J10 чёрная ладья · A9 чёрная пешка · B9 чёрная пешка · C9 чёрная пешка · D9 чёрная пешка · E9 чёрная пешка · F9 чёрная пешка · G9 чёрная пешка · H9 чёрная пешка · I9 чёрная пешка · J9 чёрная пешка · A2 белая пешка · B2 белая пешка · C2 белая пешка · D2 белая пешка · E2 белая пешка · F2 белая пешка · G2 белая пешка · H2 белая пешка · I2 белая пешка · J2 белая пешка · A1 белая ладья · B1 белый конь · C1 белый слон · D1 белый охранник · E1 белый король · F1 белая королева · G1 белый охранник · H1 белый слон · I1 белый конь · J1 белая ладья | A10 чёрная ладья · B10 чёрный конь · C10 чёрный слон · D10 чёрный охранник · E10 чёрная королева · F10 чёрный король · G10 чёрный охранник · H10 чёрный слон · I10 чёрный конь · J10 чёрная ладья · A9 чёрная пешка · B9 чёрная пешка · C9 чёрная пешка · D9 чёрная пешка · E9 чёрная пешка · F9 чёрная пешка · G9 чёрная пешка · H9 чёрная пешка · I9 чёрная пешка · J9 чёрная пешка · A2 белая пешка · B2 белая пешка · C2 белая пешка · D2 белая пешка · E2 белая пешка · F2 белая пешка · G2 белая пешка · H2 белая пешка · I2 белая пешка · J2 белая пешка · A1 белая ладья · B1 белый конь · C1 белый слон · D1 белый охранник · E1 белый король · F1 белая королева · G1 белый охранник · H1 белый слон · I1 белый конь · J1 белая ладья | A10 чёрная ладья · B10 чёрный конь · C10 чёрный слон · D10 чёрный охранник · E10 чёрная королева · F10 чёрный король · G10 чёрный охранник · H10 чёрный слон · I10 чёрный конь · J10 чёрная ладья · A9 чёрная пешка · B9 чёрная пешка · C9 чёрная пешка · D9 чёрная пешка · E9 чёрная пешка · F9 чёрная пешка · G9 чёрная пешка · H9 чёрная пешка · I9 чёрная пешка · J9 чёрная пешка · A2 белая пешка · B2 белая пешка · C2 белая пешка · D2 белая пешка · E2 белая пешка · F2 белая пешка · G2 белая пешка · H2 белая пешка · I2 белая пешка · J2 белая пешка · A1 белая ладья · B1 белый конь · C1 белый слон · D1 белый охранник · E1 белый король · F1 белая королева · G1 белый охранник · H1 белый слон · I1 белый конь · J1 белая ладья | A10 чёрная ладья · B10 чёрный конь · C10 чёрный слон · D10 чёрный охранник · E10 чёрная королева · F10 чёрный король · G10 чёрный охранник · H10 чёрный слон · I10 чёрный конь · J10 чёрная ладья · A9 чёрная пешка · B9 чёрная пешка · C9 чёрная пешка · D9 чёрная пешка · E9 чёрная пешка · F9 чёрная пешка · G9 чёрная пешка · H9 чёрная пешка · I9 чёрная пешка · J9 чёрная пешка · A2 белая пешка · B2 белая пешка · C2 белая пешка · D2 белая пешка · E2 белая пешка · F2 белая пешка · G2 белая пешка · H2 белая пешка · I2 белая пешка · J2 белая пешка · A1 белая ладья · B1 белый конь · C1 белый слон · D1 белый охранник · E1 белый король · F1 белая королева · G1 белый охранник · H1 белый слон · I1 белый конь · J1 белая ладья | A10 чёрная ладья · B10 чёрный конь · C10 чёрный слон · D10 чёрный охранник · E10 чёрная королева · F10 чёрный король · G10 чёрный охранник · H10 чёрный слон · I10 чёрный конь · J10 чёрная ладья · A9 чёрная пешка · B9 чёрная пешка · C9 чёрная пешка · D9 чёрная пешка · E9 чёрная пешка · F9 чёрная пешка · G9 чёрная пешка · H9 чёрная пешка · I9 чёрная пешка · J9 чёрная пешка · A2 белая пешка · B2 белая пешка · C2 белая пешка · D2 белая пешка · E2 белая пешка · F2 белая пешка · G2 белая пешка · H2 белая пешка · I2 белая пешка · J2 белая пешка · A1 белая ладья · B1 белый конь · C1 белый слон · D1 белый охранник · E1 белый король · F1 белая королева · G1 белый охранник · H1 белый слон · I1 белый конь · J1 белая ладья | A10 чёрная ладья · B10 чёрный конь · C10 чёрный слон · D10 чёрный охранник · E10 чёрная королева · F10 чёрный король · G10 чёрный охранник · H10 чёрный слон · I10 чёрный конь · J10 чёрная ладья · A9 чёрная пешка · B9 чёрная пешка · C9 чёрная пешка · D9 чёрная пешка · E9 чёрная пешка · F9 чёрная пешка · G9 чёрная пешка · H9 чёрная пешка · I9 чёрная пешка · J9 чёрная пешка · A2 белая пешка · B2 белая пешка · C2 белая пешка · D2 белая пешка · E2 белая пешка · F2 белая пешка · G2 белая пешка · H2 белая пешка · I2 белая пешка · J2 белая пешка · A1 белая ладья · B1 белый конь · C1 белый слон · D1 белый охранник · E1 белый король · F1 белая королева · G1 белый охранник · H1 белый слон · I1 белый конь · J1 белая ладья | A10 чёрная ладья · B10 чёрный конь · C10 чёрный слон · D10 чёрный охранник · E10 чёрная королева · F10 чёрный король · G10 чёрный охранник · H10 чёрный слон · I10 чёрный конь · J10 чёрная ладья · A9 чёрная пешка · B9 чёрная пешка · C9 чёрная пешка · D9 чёрная пешка · E9 чёрная пешка · F9 чёрная пешка · G9 чёрная пешка · H9 чёрная пешка · I9 чёрная пешка · J9 чёрная пешка · A2 белая пешка · B2 белая пешка · C2 белая пешка · D2 белая пешка · E2 белая пешка · F2 белая пешка · G2 белая пешка · H2 белая пешка · I2 белая пешка · J2 белая пешка · A1 белая ладья · B1 белый конь · C1 белый слон · D1 белый охранник · E1 белый король · F1 белая королева · G1 белый охранник · H1 белый слон · I1 белый конь · J1 белая ладья | A10 чёрная ладья · B10 чёрный конь · C10 чёрный слон · D10 чёрный охранник · E10 чёрная королева · F10 чёрный король · G10 чёрный охранник · H10 чёрный слон · I10 чёрный конь · J10 чёрная ладья · A9 чёрная пешка · B9 чёрная пешка · C9 чёрная пешка · D9 чёрная пешка · E9 чёрная пешка · F9 чёрная пешка · G9 чёрная пешка · H9 чёрная пешка · I9 чёрная пешка · J9 чёрная пешка · A2 белая пешка · B2 белая пешка · C2 белая пешка · D2 белая пешка · E2 белая пешка · F2 белая пешка · G2 белая пешка · H2 белая пешка · I2 белая пешка · J2 белая пешка · A1 белая ладья · B1 белый конь · C1 белый слон · D1 белый охранник · E1 белый король · F1 белая королева · G1 белый охранник · H1 белый слон · I1 белый конь · J1 белая ладья | 7  |
| 6  | A10 чёрная ладья · B10 чёрный конь · C10 чёрный слон · D10 чёрный охранник · E10 чёрная королева · F10 чёрный король · G10 чёрный охранник · H10 чёрный слон · I10 чёрный конь · J10 чёрная ладья · A9 чёрная пешка · B9 чёрная пешка · C9 чёрная пешка · D9 чёрная пешка · E9 чёрная пешка · F9 чёрная пешка · G9 чёрная пешка · H9 чёрная пешка · I9 чёрная пешка · J9 чёрная пешка · A2 белая пешка · B2 белая пешка · C2 белая пешка · D2 белая пешка · E2 белая пешка · F2 белая пешка · G2 белая пешка · H2 белая пешка · I2 белая пешка · J2 белая пешка · A1 белая ладья · B1 белый конь · C1 белый слон · D1 белый охранник · E1 белый король · F1 белая королева · G1 белый охранник · H1 белый слон · I1 белый конь · J1 белая ладья | A10 чёрная ладья · B10 чёрный конь · C10 чёрный слон · D10 чёрный охранник · E10 чёрная королева · F10 чёрный король · G10 чёрный охранник · H10 чёрный слон · I10 чёрный конь · J10 чёрная ладья · A9 чёрная пешка · B9 чёрная пешка · C9 чёрная пешка · D9 чёрная пешка · E9 чёрная пешка · F9 чёрная пешка · G9 чёрная пешка · H9 чёрная пешка · I9 чёрная пешка · J9 чёрная пешка · A2 белая пешка · B2 белая пешка · C2 белая пешка · D2 белая пешка · E2 белая пешка · F2 белая пешка · G2 белая пешка · H2 белая пешка · I2 белая пешка · J2 белая пешка · A1 белая ладья · B1 белый конь · C1 белый слон · D1 белый охранник · E1 белый король · F1 белая королева · G1 белый охранник · H1 белый слон · I1 белый конь · J1 белая ладья | A10 чёрная ладья · B10 чёрный конь · C10 чёрный слон · D10 чёрный охранник · E10 чёрная королева · F10 чёрный король · G10 чёрный охранник · H10 чёрный слон · I10 чёрный конь · J10 чёрная ладья · A9 чёрная пешка · B9 чёрная пешка · C9 чёрная пешка · D9 чёрная пешка · E9 чёрная пешка · F9 чёрная пешка · G9 чёрная пешка · H9 чёрная пешка · I9 чёрная пешка · J9 чёрная пешка · A2 белая пешка · B2 белая пешка · C2 белая пешка · D2 белая пешка · E2 белая пешка · F2 белая пешка · G2 белая пешка · H2 белая пешка · I2 белая пешка · J2 белая пешка · A1 белая ладья · B1 белый конь · C1 белый слон · D1 белый охранник · E1 белый король · F1 белая королева · G1 белый охранник · H1 белый слон · I1 белый конь · J1 белая ладья | A10 чёрная ладья · B10 чёрный конь · C10 чёрный слон · D10 чёрный охранник · E10 чёрная королева · F10 чёрный король · G10 чёрный охранник · H10 чёрный слон · I10 чёрный конь · J10 чёрная ладья · A9 чёрная пешка · B9 чёрная пешка · C9 чёрная пешка · D9 чёрная пешка · E9 чёрная пешка · F9 чёрная пешка · G9 чёрная пешка · H9 чёрная пешка · I9 чёрная пешка · J9 чёрная пешка · A2 белая пешка · B2 белая пешка · C2 белая пешка · D2 белая пешка · E2 белая пешка · F2 белая пешка · G2 белая пешка · H2 белая пешка · I2 белая пешка · J2 белая пешка · A1 белая ладья · B1 белый конь · C1 белый слон · D1 белый охранник · E1 белый король · F1 белая королева · G1 белый охранник · H1 белый слон · I1 белый конь · J1 белая ладья | A10 чёрная ладья · B10 чёрный конь · C10 чёрный слон · D10 чёрный охранник · E10 чёрная королева · F10 чёрный король · G10 чёрный охранник · H10 чёрный слон · I10 чёрный конь · J10 чёрная ладья · A9 чёрная пешка · B9 чёрная пешка · C9 чёрная пешка · D9 чёрная пешка · E9 чёрная пешка · F9 чёрная пешка · G9 чёрная пешка · H9 чёрная пешка · I9 чёрная пешка · J9 чёрная пешка · A2 белая пешка · B2 белая пешка · C2 белая пешка · D2 белая пешка · E2 белая пешка · F2 белая пешка · G2 белая пешка · H2 белая пешка · I2 белая пешка · J2 белая пешка · A1 белая ладья · B1 белый конь · C1 белый слон · D1 белый охранник · E1 белый король · F1 белая королева · G1 белый охранник · H1 белый слон · I1 белый конь · J1 белая ладья | A10 чёрная ладья · B10 чёрный конь · C10 чёрный слон · D10 чёрный охранник · E10 чёрная королева · F10 чёрный король · G10 чёрный охранник · H10 чёрный слон · I10 чёрный конь · J10 чёрная ладья · A9 чёрная пешка · B9 чёрная пешка · C9 чёрная пешка · D9 чёрная пешка · E9 чёрная пешка · F9 чёрная пешка · G9 чёрная пешка · H9 чёрная пешка · I9 чёрная пешка · J9 чёрная пешка · A2 белая пешка · B2 белая пешка · C2 белая пешка · D2 белая пешка · E2 белая пешка · F2 белая пешка · G2 белая пешка · H2 белая пешка · I2 белая пешка · J2 белая пешка · A1 белая ладья · B1 белый конь · C1 белый слон · D1 белый охранник · E1 белый король · F1 белая королева · G1 белый охранник · H1 белый слон · I1 белый конь · J1 белая ладья | A10 чёрная ладья · B10 чёрный конь · C10 чёрный слон · D10 чёрный охранник · E10 чёрная королева · F10 чёрный король · G10 чёрный охранник · H10 чёрный слон · I10 чёрный конь · J10 чёрная ладья · A9 чёрная пешка · B9 чёрная пешка · C9 чёрная пешка · D9 чёрная пешка · E9 чёрная пешка · F9 чёрная пешка · G9 чёрная пешка · H9 чёрная пешка · I9 чёрная пешка · J9 чёрная пешка · A2 белая пешка · B2 белая пешка · C2 белая пешка · D2 белая пешка · E2 белая пешка · F2 белая пешка · G2 белая пешка · H2 белая пешка · I2 белая пешка · J2 белая пешка · A1 белая ладья · B1 белый конь · C1 белый слон · D1 белый охранник · E1 белый король · F1 белая королева · G1 белый охранник · H1 белый слон · I1 белый конь · J1 белая ладья | A10 чёрная ладья · B10 чёрный конь · C10 чёрный слон · D10 чёрный охранник · E10 чёрная королева · F10 чёрный король · G10 чёрный охранник · H10 чёрный слон · I10 чёрный конь · J10 чёрная ладья · A9 чёрная пешка · B9 чёрная пешка · C9 чёрная пешка · D9 чёрная пешка · E9 чёрная пешка · F9 чёрная пешка · G9 чёрная пешка · H9 чёрная пешка · I9 чёрная пешка · J9 чёрная пешка · A2 белая пешка · B2 белая пешка · C2 белая пешка · D2 белая пешка · E2 белая пешка · F2 белая пешка · G2 белая пешка · H2 белая пешка · I2 белая пешка · J2 белая пешка · A1 белая ладья · B1 белый конь · C1 белый слон · D1 белый охранник · E1 белый король · F1 белая королева · G1 белый охранник · H1 белый слон · I1 белый конь · J1 белая ладья | A10 чёрная ладья · B10 чёрный конь · C10 чёрный слон · D10 чёрный охранник · E10 чёрная королева · F10 чёрный король · G10 чёрный охранник · H10 чёрный слон · I10 чёрный конь · J10 чёрная ладья · A9 чёрная пешка · B9 чёрная пешка · C9 чёрная пешка · D9 чёрная пешка · E9 чёрная пешка · F9 чёрная пешка · G9 чёрная пешка · H9 чёрная пешка · I9 чёрная пешка · J9 чёрная пешка · A2 белая пешка · B2 белая пешка · C2 белая пешка · D2 белая пешка · E2 белая пешка · F2 белая пешка · G2 белая пешка · H2 белая пешка · I2 белая пешка · J2 белая пешка · A1 белая ладья · B1 белый конь · C1 белый слон · D1 белый охранник · E1 белый король · F1 белая королева · G1 белый охранник · H1 белый слон · I1 белый конь · J1 белая ладья | A10 чёрная ладья · B10 чёрный конь · C10 чёрный слон · D10 чёрный охранник · E10 чёрная королева · F10 чёрный король · G10 чёрный охранник · H10 чёрный слон · I10 чёрный конь · J10 чёрная ладья · A9 чёрная пешка · B9 чёрная пешка · C9 чёрная пешка · D9 чёрная пешка · E9 чёрная пешка · F9 чёрная пешка · G9 чёрная пешка · H9 чёрная пешка · I9 чёрная пешка · J9 чёрная пешка · A2 белая пешка · B2 белая пешка · C2 белая пешка · D2 белая пешка · E2 белая пешка · F2 белая пешка · G2 белая пешка · H2 белая пешка · I2 белая пешка · J2 белая пешка · A1 белая ладья · B1 белый конь · C1 белый слон · D1 белый охранник · E1 белый король · F1 белая королева · G1 белый охранник · H1 белый слон · I1 белый конь · J1 белая ладья | 6  |
| 5  | A10 чёрная ладья · B10 чёрный конь · C10 чёрный слон · D10 чёрный охранник · E10 чёрная королева · F10 чёрный король · G10 чёрный охранник · H10 чёрный слон · I10 чёрный конь · J10 чёрная ладья · A9 чёрная пешка · B9 чёрная пешка · C9 чёрная пешка · D9 чёрная пешка · E9 чёрная пешка · F9 чёрная пешка · G9 чёрная пешка · H9 чёрная пешка · I9 чёрная пешка · J9 чёрная пешка · A2 белая пешка · B2 белая пешка · C2 белая пешка · D2 белая пешка · E2 белая пешка · F2 белая пешка · G2 белая пешка · H2 белая пешка · I2 белая пешка · J2 белая пешка · A1 белая ладья · B1 белый конь · C1 белый слон · D1 белый охранник · E1 белый король · F1 белая королева · G1 белый охранник · H1 белый слон · I1 белый конь · J1 белая ладья | A10 чёрная ладья · B10 чёрный конь · C10 чёрный слон · D10 чёрный охранник · E10 чёрная королева · F10 чёрный король · G10 чёрный охранник · H10 чёрный слон · I10 чёрный конь · J10 чёрная ладья · A9 чёрная пешка · B9 чёрная пешка · C9 чёрная пешка · D9 чёрная пешка · E9 чёрная пешка · F9 чёрная пешка · G9 чёрная пешка · H9 чёрная пешка · I9 чёрная пешка · J9 чёрная пешка · A2 белая пешка · B2 белая пешка · C2 белая пешка · D2 белая пешка · E2 белая пешка · F2 белая пешка · G2 белая пешка · H2 белая пешка · I2 белая пешка · J2 белая пешка · A1 белая ладья · B1 белый конь · C1 белый слон · D1 белый охранник · E1 белый король · F1 белая королева · G1 белый охранник · H1 белый слон · I1 белый конь · J1 белая ладья | A10 чёрная ладья · B10 чёрный конь · C10 чёрный слон · D10 чёрный охранник · E10 чёрная королева · F10 чёрный король · G10 чёрный охранник · H10 чёрный слон · I10 чёрный конь · J10 чёрная ладья · A9 чёрная пешка · B9 чёрная пешка · C9 чёрная пешка · D9 чёрная пешка · E9 чёрная пешка · F9 чёрная пешка · G9 чёрная пешка · H9 чёрная пешка · I9 чёрная пешка · J9 чёрная пешка · A2 белая пешка · B2 белая пешка · C2 белая пешка · D2 белая пешка · E2 белая пешка · F2 белая пешка · G2 белая пешка · H2 белая пешка · I2 белая пешка · J2 белая пешка · A1 белая ладья · B1 белый конь · C1 белый слон · D1 белый охранник · E1 белый король · F1 белая королева · G1 белый охранник · H1 белый слон · I1 белый конь · J1 белая ладья | A10 чёрная ладья · B10 чёрный конь · C10 чёрный слон · D10 чёрный охранник · E10 чёрная королева · F10 чёрный король · G10 чёрный охранник · H10 чёрный слон · I10 чёрный конь · J10 чёрная ладья · A9 чёрная пешка · B9 чёрная пешка · C9 чёрная пешка · D9 чёрная пешка · E9 чёрная пешка · F9 чёрная пешка · G9 чёрная пешка · H9 чёрная пешка · I9 чёрная пешка · J9 чёрная пешка · A2 белая пешка · B2 белая пешка · C2 белая пешка · D2 белая пешка · E2 белая пешка · F2 белая пешка · G2 белая пешка · H2 белая пешка · I2 белая пешка · J2 белая пешка · A1 белая ладья · B1 белый конь · C1 белый слон · D1 белый охранник · E1 белый король · F1 белая королева · G1 белый охранник · H1 белый слон · I1 белый конь · J1 белая ладья | A10 чёрная ладья · B10 чёрный конь · C10 чёрный слон · D10 чёрный охранник · E10 чёрная королева · F10 чёрный король · G10 чёрный охранник · H10 чёрный слон · I10 чёрный конь · J10 чёрная ладья · A9 чёрная пешка · B9 чёрная пешка · C9 чёрная пешка · D9 чёрная пешка · E9 чёрная пешка · F9 чёрная пешка · G9 чёрная пешка · H9 чёрная пешка · I9 чёрная пешка · J9 чёрная пешка · A2 белая пешка · B2 белая пешка · C2 белая пешка · D2 белая пешка · E2 белая пешка · F2 белая пешка · G2 белая пешка · H2 белая пешка · I2 белая пешка · J2 белая пешка · A1 белая ладья · B1 белый конь · C1 белый слон · D1 белый охранник · E1 белый король · F1 белая королева · G1 белый охранник · H1 белый слон · I1 белый конь · J1 белая ладья | A10 чёрная ладья · B10 чёрный конь · C10 чёрный слон · D10 чёрный охранник · E10 чёрная королева · F10 чёрный король · G10 чёрный охранник · H10 чёрный слон · I10 чёрный конь · J10 чёрная ладья · A9 чёрная пешка · B9 чёрная пешка · C9 чёрная пешка · D9 чёрная пешка · E9 чёрная пешка · F9 чёрная пешка · G9 чёрная пешка · H9 чёрная пешка · I9 чёрная пешка · J9 чёрная пешка · A2 белая пешка · B2 белая пешка · C2 белая пешка · D2 белая пешка · E2 белая пешка · F2 белая пешка · G2 белая пешка · H2 белая пешка · I2 белая пешка · J2 белая пешка · A1 белая ладья · B1 белый конь · C1 белый слон · D1 белый охранник · E1 белый король · F1 белая королева · G1 белый охранник · H1 белый слон · I1 белый конь · J1 белая ладья | A10 чёрная ладья · B10 чёрный конь · C10 чёрный слон · D10 чёрный охранник · E10 чёрная королева · F10 чёрный король · G10 чёрный охранник · H10 чёрный слон · I10 чёрный конь · J10 чёрная ладья · A9 чёрная пешка · B9 чёрная пешка · C9 чёрная пешка · D9 чёрная пешка · E9 чёрная пешка · F9 чёрная пешка · G9 чёрная пешка · H9 чёрная пешка · I9 чёрная пешка · J9 чёрная пешка · A2 белая пешка · B2 белая пешка · C2 белая пешка · D2 белая пешка · E2 белая пешка · F2 белая пешка · G2 белая пешка · H2 белая пешка · I2 белая пешка · J2 белая пешка · A1 белая ладья · B1 белый конь · C1 белый слон · D1 белый охранник · E1 белый король · F1 белая королева · G1 белый охранник · H1 белый слон · I1 белый конь · J1 белая ладья | A10 чёрная ладья · B10 чёрный конь · C10 чёрный слон · D10 чёрный охранник · E10 чёрная королева · F10 чёрный король · G10 чёрный охранник · H10 чёрный слон · I10 чёрный конь · J10 чёрная ладья · A9 чёрная пешка · B9 чёрная пешка · C9 чёрная пешка · D9 чёрная пешка · E9 чёрная пешка · F9 чёрная пешка · G9 чёрная пешка · H9 чёрная пешка · I9 чёрная пешка · J9 чёрная пешка · A2 белая пешка · B2 белая пешка · C2 белая пешка · D2 белая пешка · E2 белая пешка · F2 белая пешка · G2 белая пешка · H2 белая пешка · I2 белая пешка · J2 белая пешка · A1 белая ладья · B1 белый конь · C1 белый слон · D1 белый охранник · E1 белый король · F1 белая королева · G1 белый охранник · H1 белый слон · I1 белый конь · J1 белая ладья | A10 чёрная ладья · B10 чёрный конь · C10 чёрный слон · D10 чёрный охранник · E10 чёрная королева · F10 чёрный король · G10 чёрный охранник · H10 чёрный слон · I10 чёрный конь · J10 чёрная ладья · A9 чёрная пешка · B9 чёрная пешка · C9 чёрная пешка · D9 чёрная пешка · E9 чёрная пешка · F9 чёрная пешка · G9 чёрная пешка · H9 чёрная пешка · I9 чёрная пешка · J9 чёрная пешка · A2 белая пешка · B2 белая пешка · C2 белая пешка · D2 белая пешка · E2 белая пешка · F2 белая пешка · G2 белая пешка · H2 белая пешка · I2 белая пешка · J2 белая пешка · A1 белая ладья · B1 белый конь · C1 белый слон · D1 белый охранник · E1 белый король · F1 белая королева · G1 белый охранник · H1 белый слон · I1 белый конь · J1 белая ладья | A10 чёрная ладья · B10 чёрный конь · C10 чёрный слон · D10 чёрный охранник · E10 чёрная королева · F10 чёрный король · G10 чёрный охранник · H10 чёрный слон · I10 чёрный конь · J10 чёрная ладья · A9 чёрная пешка · B9 чёрная пешка · C9 чёрная пешка · D9 чёрная пешка · E9 чёрная пешка · F9 чёрная пешка · G9 чёрная пешка · H9 чёрная пешка · I9 чёрная пешка · J9 чёрная пешка · A2 белая пешка · B2 белая пешка · C2 белая пешка · D2 белая пешка · E2 белая пешка · F2 белая пешка · G2 белая пешка · H2 белая пешка · I2 белая пешка · J2 белая пешка · A1 белая ладья · B1 белый конь · C1 белый слон · D1 белый охранник · E1 белый король · F1 белая королева · G1 белый охранник · H1 белый слон · I1 белый конь · J1 белая ладья | 5  |
| 4  | A10 чёрная ладья · B10 чёрный конь · C10 чёрный слон · D10 чёрный охранник · E10 чёрная королева · F10 чёрный король · G10 чёрный охранник · H10 чёрный слон · I10 чёрный конь · J10 чёрная ладья · A9 чёрная пешка · B9 чёрная пешка · C9 чёрная пешка · D9 чёрная пешка · E9 чёрная пешка · F9 чёрная пешка · G9 чёрная пешка · H9 чёрная пешка · I9 чёрная пешка · J9 чёрная пешка · A2 белая пешка · B2 белая пешка · C2 белая пешка · D2 белая пешка · E2 белая пешка · F2 белая пешка · G2 белая пешка · H2 белая пешка · I2 белая пешка · J2 белая пешка · A1 белая ладья · B1 белый конь · C1 белый слон · D1 белый охранник · E1 белый король · F1 белая королева · G1 белый охранник · H1 белый слон · I1 белый конь · J1 белая ладья | A10 чёрная ладья · B10 чёрный конь · C10 чёрный слон · D10 чёрный охранник · E10 чёрная королева · F10 чёрный король · G10 чёрный охранник · H10 чёрный слон · I10 чёрный конь · J10 чёрная ладья · A9 чёрная пешка · B9 чёрная пешка · C9 чёрная пешка · D9 чёрная пешка · E9 чёрная пешка · F9 чёрная пешка · G9 чёрная пешка · H9 чёрная пешка · I9 чёрная пешка · J9 чёрная пешка · A2 белая пешка · B2 белая пешка · C2 белая пешка · D2 белая пешка · E2 белая пешка · F2 белая пешка · G2 белая пешка · H2 белая пешка · I2 белая пешка · J2 белая пешка · A1 белая ладья · B1 белый конь · C1 белый слон · D1 белый охранник · E1 белый король · F1 белая королева · G1 белый охранник · H1 белый слон · I1 белый конь · J1 белая ладья | A10 чёрная ладья · B10 чёрный конь · C10 чёрный слон · D10 чёрный охранник · E10 чёрная королева · F10 чёрный король · G10 чёрный охранник · H10 чёрный слон · I10 чёрный конь · J10 чёрная ладья · A9 чёрная пешка · B9 чёрная пешка · C9 чёрная пешка · D9 чёрная пешка · E9 чёрная пешка · F9 чёрная пешка · G9 чёрная пешка · H9 чёрная пешка · I9 чёрная пешка · J9 чёрная пешка · A2 белая пешка · B2 белая пешка · C2 белая пешка · D2 белая пешка · E2 белая пешка · F2 белая пешка · G2 белая пешка · H2 белая пешка · I2 белая пешка · J2 белая пешка · A1 белая ладья · B1 белый конь · C1 белый слон · D1 белый охранник · E1 белый король · F1 белая королева · G1 белый охранник · H1 белый слон · I1 белый конь · J1 белая ладья | A10 чёрная ладья · B10 чёрный конь · C10 чёрный слон · D10 чёрный охранник · E10 чёрная королева · F10 чёрный король · G10 чёрный охранник · H10 чёрный слон · I10 чёрный конь · J10 чёрная ладья · A9 чёрная пешка · B9 чёрная пешка · C9 чёрная пешка · D9 чёрная пешка · E9 чёрная пешка · F9 чёрная пешка · G9 чёрная пешка · H9 чёрная пешка · I9 чёрная пешка · J9 чёрная пешка · A2 белая пешка · B2 белая пешка · C2 белая пешка · D2 белая пешка · E2 белая пешка · F2 белая пешка · G2 белая пешка · H2 белая пешка · I2 белая пешка · J2 белая пешка · A1 белая ладья · B1 белый конь · C1 белый слон · D1 белый охранник · E1 белый король · F1 белая королева · G1 белый охранник · H1 белый слон · I1 белый конь · J1 белая ладья | A10 чёрная ладья · B10 чёрный конь · C10 чёрный слон · D10 чёрный охранник · E10 чёрная королева · F10 чёрный король · G10 чёрный охранник · H10 чёрный слон · I10 чёрный конь · J10 чёрная ладья · A9 чёрная пешка · B9 чёрная пешка · C9 чёрная пешка · D9 чёрная пешка · E9 чёрная пешка · F9 чёрная пешка · G9 чёрная пешка · H9 чёрная пешка · I9 чёрная пешка · J9 чёрная пешка · A2 белая пешка · B2 белая пешка · C2 белая пешка · D2 белая пешка · E2 белая пешка · F2 белая пешка · G2 белая пешка · H2 белая пешка · I2 белая пешка · J2 белая пешка · A1 белая ладья · B1 белый конь · C1 белый слон · D1 белый охранник · E1 белый король · F1 белая королева · G1 белый охранник · H1 белый слон · I1 белый конь · J1 белая ладья | A10 чёрная ладья · B10 чёрный конь · C10 чёрный слон · D10 чёрный охранник · E10 чёрная королева · F10 чёрный король · G10 чёрный охранник · H10 чёрный слон · I10 чёрный конь · J10 чёрная ладья · A9 чёрная пешка · B9 чёрная пешка · C9 чёрная пешка · D9 чёрная пешка · E9 чёрная пешка · F9 чёрная пешка · G9 чёрная пешка · H9 чёрная пешка · I9 чёрная пешка · J9 чёрная пешка · A2 белая пешка · B2 белая пешка · C2 белая пешка · D2 белая пешка · E2 белая пешка · F2 белая пешка · G2 белая пешка · H2 белая пешка · I2 белая пешка · J2 белая пешка · A1 белая ладья · B1 белый конь · C1 белый слон · D1 белый охранник · E1 белый король · F1 белая королева · G1 белый охранник · H1 белый слон · I1 белый конь · J1 белая ладья | A10 чёрная ладья · B10 чёрный конь · C10 чёрный слон · D10 чёрный охранник · E10 чёрная королева · F10 чёрный король · G10 чёрный охранник · H10 чёрный слон · I10 чёрный конь · J10 чёрная ладья · A9 чёрная пешка · B9 чёрная пешка · C9 чёрная пешка · D9 чёрная пешка · E9 чёрная пешка · F9 чёрная пешка · G9 чёрная пешка · H9 чёрная пешка · I9 чёрная пешка · J9 чёрная пешка · A2 белая пешка · B2 белая пешка · C2 белая пешка · D2 белая пешка · E2 белая пешка · F2 белая пешка · G2 белая пешка · H2 белая пешка · I2 белая пешка · J2 белая пешка · A1 белая ладья · B1 белый конь · C1 белый слон · D1 белый охранник · E1 белый король · F1 белая королева · G1 белый охранник · H1 белый слон · I1 белый конь · J1 белая ладья | A10 чёрная ладья · B10 чёрный конь · C10 чёрный слон · D10 чёрный охранник · E10 чёрная королева · F10 чёрный король · G10 чёрный охранник · H10 чёрный слон · I10 чёрный конь · J10 чёрная ладья · A9 чёрная пешка · B9 чёрная пешка · C9 чёрная пешка · D9 чёрная пешка · E9 чёрная пешка · F9 чёрная пешка · G9 чёрная пешка · H9 чёрная пешка · I9 чёрная пешка · J9 чёрная пешка · A2 белая пешка · B2 белая пешка · C2 белая пешка · D2 белая пешка · E2 белая пешка · F2 белая пешка · G2 белая пешка · H2 белая пешка · I2 белая пешка · J2 белая пешка · A1 белая ладья · B1 белый конь · C1 белый слон · D1 белый охранник · E1 белый король · F1 белая королева · G1 белый охранник · H1 белый слон · I1 белый конь · J1 белая ладья | A10 чёрная ладья · B10 чёрный конь · C10 чёрный слон · D10 чёрный охранник · E10 чёрная королева · F10 чёрный король · G10 чёрный охранник · H10 чёрный слон · I10 чёрный конь · J10 чёрная ладья · A9 чёрная пешка · B9 чёрная пешка · C9 чёрная пешка · D9 чёрная пешка · E9 чёрная пешка · F9 чёрная пешка · G9 чёрная пешка · H9 чёрная пешка · I9 чёрная пешка · J9 чёрная пешка · A2 белая пешка · B2 белая пешка · C2 белая пешка · D2 белая пешка · E2 белая пешка · F2 белая пешка · G2 белая пешка · H2 белая пешка · I2 белая пешка · J2 белая пешка · A1 белая ладья · B1 белый конь · C1 белый слон · D1 белый охранник · E1 белый король · F1 белая королева · G1 белый охранник · H1 белый слон · I1 белый конь · J1 белая ладья | A10 чёрная ладья · B10 чёрный конь · C10 чёрный слон · D10 чёрный охранник · E10 чёрная королева · F10 чёрный король · G10 чёрный охранник · H10 чёрный слон · I10 чёрный конь · J10 чёрная ладья · A9 чёрная пешка · B9 чёрная пешка · C9 чёрная пешка · D9 чёрная пешка · E9 чёрная пешка · F9 чёрная пешка · G9 чёрная пешка · H9 чёрная пешка · I9 чёрная пешка · J9 чёрная пешка · A2 белая пешка · B2 белая пешка · C2 белая пешка · D2 белая пешка · E2 белая пешка · F2 белая пешка · G2 белая пешка · H2 белая пешка · I2 белая пешка · J2 белая пешка · A1 белая ладья · B1 белый конь · C1 белый слон · D1 белый охранник · E1 белый король · F1 белая королева · G1 белый охранник · H1 белый слон · I1 белый конь · J1 белая ладья | 4  |
| 3  | A10 чёрная ладья · B10 чёрный конь · C10 чёрный слон · D10 чёрный охранник · E10 чёрная королева · F10 чёрный король · G10 чёрный охранник · H10 чёрный слон · I10 чёрный конь · J10 чёрная ладья · A9 чёрная пешка · B9 чёрная пешка · C9 чёрная пешка · D9 чёрная пешка · E9 чёрная пешка · F9 чёрная пешка · G9 чёрная пешка · H9 чёрная пешка · I9 чёрная пешка · J9 чёрная пешка · A2 белая пешка · B2 белая пешка · C2 белая пешка · D2 белая пешка · E2 белая пешка · F2 белая пешка · G2 белая пешка · H2 белая пешка · I2 белая пешка · J2 белая пешка · A1 белая ладья · B1 белый конь · C1 белый слон · D1 белый охранник · E1 белый король · F1 белая королева · G1 белый охранник · H1 белый слон · I1 белый конь · J1 белая ладья | A10 чёрная ладья · B10 чёрный конь · C10 чёрный слон · D10 чёрный охранник · E10 чёрная королева · F10 чёрный король · G10 чёрный охранник · H10 чёрный слон · I10 чёрный конь · J10 чёрная ладья · A9 чёрная пешка · B9 чёрная пешка · C9 чёрная пешка · D9 чёрная пешка · E9 чёрная пешка · F9 чёрная пешка · G9 чёрная пешка · H9 чёрная пешка · I9 чёрная пешка · J9 чёрная пешка · A2 белая пешка · B2 белая пешка · C2 белая пешка · D2 белая пешка · E2 белая пешка · F2 белая пешка · G2 белая пешка · H2 белая пешка · I2 белая пешка · J2 белая пешка · A1 белая ладья · B1 белый конь · C1 белый слон · D1 белый охранник · E1 белый король · F1 белая королева · G1 белый охранник · H1 белый слон · I1 белый конь · J1 белая ладья | A10 чёрная ладья · B10 чёрный конь · C10 чёрный слон · D10 чёрный охранник · E10 чёрная королева · F10 чёрный король · G10 чёрный охранник · H10 чёрный слон · I10 чёрный конь · J10 чёрная ладья · A9 чёрная пешка · B9 чёрная пешка · C9 чёрная пешка · D9 чёрная пешка · E9 чёрная пешка · F9 чёрная пешка · G9 чёрная пешка · H9 чёрная пешка · I9 чёрная пешка · J9 чёрная пешка · A2 белая пешка · B2 белая пешка · C2 белая пешка · D2 белая пешка · E2 белая пешка · F2 белая пешка · G2 белая пешка · H2 белая пешка · I2 белая пешка · J2 белая пешка · A1 белая ладья · B1 белый конь · C1 белый слон · D1 белый охранник · E1 белый король · F1 белая королева · G1 белый охранник · H1 белый слон · I1 белый конь · J1 белая ладья | A10 чёрная ладья · B10 чёрный конь · C10 чёрный слон · D10 чёрный охранник · E10 чёрная королева · F10 чёрный король · G10 чёрный охранник · H10 чёрный слон · I10 чёрный конь · J10 чёрная ладья · A9 чёрная пешка · B9 чёрная пешка · C9 чёрная пешка · D9 чёрная пешка · E9 чёрная пешка · F9 чёрная пешка · G9 чёрная пешка · H9 чёрная пешка · I9 чёрная пешка · J9 чёрная пешка · A2 белая пешка · B2 белая пешка · C2 белая пешка · D2 белая пешка · E2 белая пешка · F2 белая пешка · G2 белая пешка · H2 белая пешка · I2 белая пешка · J2 белая пешка · A1 белая ладья · B1 белый конь · C1 белый слон · D1 белый охранник · E1 белый король · F1 белая королева · G1 белый охранник · H1 белый слон · I1 белый конь · J1 белая ладья | A10 чёрная ладья · B10 чёрный конь · C10 чёрный слон · D10 чёрный охранник · E10 чёрная королева · F10 чёрный король · G10 чёрный охранник · H10 чёрный слон · I10 чёрный конь · J10 чёрная ладья · A9 чёрная пешка · B9 чёрная пешка · C9 чёрная пешка · D9 чёрная пешка · E9 чёрная пешка · F9 чёрная пешка · G9 чёрная пешка · H9 чёрная пешка · I9 чёрная пешка · J9 чёрная пешка · A2 белая пешка · B2 белая пешка · C2 белая пешка · D2 белая пешка · E2 белая пешка · F2 белая пешка · G2 белая пешка · H2 белая пешка · I2 белая пешка · J2 белая пешка · A1 белая ладья · B1 белый конь · C1 белый слон · D1 белый охранник · E1 белый король · F1 белая королева · G1 белый охранник · H1 белый слон · I1 белый конь · J1 белая ладья | A10 чёрная ладья · B10 чёрный конь · C10 чёрный слон · D10 чёрный охранник · E10 чёрная королева · F10 чёрный король · G10 чёрный охранник · H10 чёрный слон · I10 чёрный конь · J10 чёрная ладья · A9 чёрная пешка · B9 чёрная пешка · C9 чёрная пешка · D9 чёрная пешка · E9 чёрная пешка · F9 чёрная пешка · G9 чёрная пешка · H9 чёрная пешка · I9 чёрная пешка · J9 чёрная пешка · A2 белая пешка · B2 белая пешка · C2 белая пешка · D2 белая пешка · E2 белая пешка · F2 белая пешка · G2 белая пешка · H2 белая пешка · I2 белая пешка · J2 белая пешка · A1 белая ладья · B1 белый конь · C1 белый слон · D1 белый охранник · E1 белый король · F1 белая королева · G1 белый охранник · H1 белый слон · I1 белый конь · J1 белая ладья | A10 чёрная ладья · B10 чёрный конь · C10 чёрный слон · D10 чёрный охранник · E10 чёрная королева · F10 чёрный король · G10 чёрный охранник · H10 чёрный слон · I10 чёрный конь · J10 чёрная ладья · A9 чёрная пешка · B9 чёрная пешка · C9 чёрная пешка · D9 чёрная пешка · E9 чёрная пешка · F9 чёрная пешка · G9 чёрная пешка · H9 чёрная пешка · I9 чёрная пешка · J9 чёрная пешка · A2 белая пешка · B2 белая пешка · C2 белая пешка · D2 белая пешка · E2 белая пешка · F2 белая пешка · G2 белая пешка · H2 белая пешка · I2 белая пешка · J2 белая пешка · A1 белая ладья · B1 белый конь · C1 белый слон · D1 белый охранник · E1 белый король · F1 белая королева · G1 белый охранник · H1 белый слон · I1 белый конь · J1 белая ладья | A10 чёрная ладья · B10 чёрный конь · C10 чёрный слон · D10 чёрный охранник · E10 чёрная королева · F10 чёрный король · G10 чёрный охранник · H10 чёрный слон · I10 чёрный конь · J10 чёрная ладья · A9 чёрная пешка · B9 чёрная пешка · C9 чёрная пешка · D9 чёрная пешка · E9 чёрная пешка · F9 чёрная пешка · G9 чёрная пешка · H9 чёрная пешка · I9 чёрная пешка · J9 чёрная пешка · A2 белая пешка · B2 белая пешка · C2 белая пешка · D2 белая пешка · E2 белая пешка · F2 белая пешка · G2 белая пешка · H2 белая пешка · I2 белая пешка · J2 белая пешка · A1 белая ладья · B1 белый конь · C1 белый слон · D1 белый охранник · E1 белый король · F1 белая королева · G1 белый охранник · H1 белый слон · I1 белый конь · J1 белая ладья | A10 чёрная ладья · B10 чёрный конь · C10 чёрный слон · D10 чёрный охранник · E10 чёрная королева · F10 чёрный король · G10 чёрный охранник · H10 чёрный слон · I10 чёрный конь · J10 чёрная ладья · A9 чёрная пешка · B9 чёрная пешка · C9 чёрная пешка · D9 чёрная пешка · E9 чёрная пешка · F9 чёрная пешка · G9 чёрная пешка · H9 чёрная пешка · I9 чёрная пешка · J9 чёрная пешка · A2 белая пешка · B2 белая пешка · C2 белая пешка · D2 белая пешка · E2 белая пешка · F2 белая пешка · G2 белая пешка · H2 белая пешка · I2 белая пешка · J2 белая пешка · A1 белая ладья · B1 белый конь · C1 белый слон · D1 белый охранник · E1 белый король · F1 белая королева · G1 белый охранник · H1 белый слон · I1 белый конь · J1 белая ладья | A10 чёрная ладья · B10 чёрный конь · C10 чёрный слон · D10 чёрный охранник · E10 чёрная королева · F10 чёрный король · G10 чёрный охранник · H10 чёрный слон · I10 чёрный конь · J10 чёрная ладья · A9 чёрная пешка · B9 чёрная пешка · C9 чёрная пешка · D9 чёрная пешка · E9 чёрная пешка · F9 чёрная пешка · G9 чёрная пешка · H9 чёрная пешка · I9 чёрная пешка · J9 чёрная пешка · A2 белая пешка · B2 белая пешка · C2 белая пешка · D2 белая пешка · E2 белая пешка · F2 белая пешка · G2 белая пешка · H2 белая пешка · I2 белая пешка · J2 белая пешка · A1 белая ладья · B1 белый конь · C1 белый слон · D1 белый охранник · E1 белый король · F1 белая королева · G1 белый охранник · H1 белый слон · I1 белый конь · J1 белая ладья | 3  |
| 2  | A10 чёрная ладья · B10 чёрный конь · C10 чёрный слон · D10 чёрный охранник · E10 чёрная королева · F10 чёрный король · G10 чёрный охранник · H10 чёрный слон · I10 чёрный конь · J10 чёрная ладья · A9 чёрная пешка · B9 чёрная пешка · C9 чёрная пешка · D9 чёрная пешка · E9 чёрная пешка · F9 чёрная пешка · G9 чёрная пешка · H9 чёрная пешка · I9 чёрная пешка · J9 чёрная пешка · A2 белая пешка · B2 белая пешка · C2 белая пешка · D2 белая пешка · E2 белая пешка · F2 белая пешка · G2 белая пешка · H2 белая пешка · I2 белая пешка · J2 белая пешка · A1 белая ладья · B1 белый конь · C1 белый слон · D1 белый охранник · E1 белый король · F1 белая королева · G1 белый охранник · H1 белый слон · I1 белый конь · J1 белая ладья | A10 чёрная ладья · B10 чёрный конь · C10 чёрный слон · D10 чёрный охранник · E10 чёрная королева · F10 чёрный король · G10 чёрный охранник · H10 чёрный слон · I10 чёрный конь · J10 чёрная ладья · A9 чёрная пешка · B9 чёрная пешка · C9 чёрная пешка · D9 чёрная пешка · E9 чёрная пешка · F9 чёрная пешка · G9 чёрная пешка · H9 чёрная пешка · I9 чёрная пешка · J9 чёрная пешка · A2 белая пешка · B2 белая пешка · C2 белая пешка · D2 белая пешка · E2 белая пешка · F2 белая пешка · G2 белая пешка · H2 белая пешка · I2 белая пешка · J2 белая пешка · A1 белая ладья · B1 белый конь · C1 белый слон · D1 белый охранник · E1 белый король · F1 белая королева · G1 белый охранник · H1 белый слон · I1 белый конь · J1 белая ладья | A10 чёрная ладья · B10 чёрный конь · C10 чёрный слон · D10 чёрный охранник · E10 чёрная королева · F10 чёрный король · G10 чёрный охранник · H10 чёрный слон · I10 чёрный конь · J10 чёрная ладья · A9 чёрная пешка · B9 чёрная пешка · C9 чёрная пешка · D9 чёрная пешка · E9 чёрная пешка · F9 чёрная пешка · G9 чёрная пешка · H9 чёрная пешка · I9 чёрная пешка · J9 чёрная пешка · A2 белая пешка · B2 белая пешка · C2 белая пешка · D2 белая пешка · E2 белая пешка · F2 белая пешка · G2 белая пешка · H2 белая пешка · I2 белая пешка · J2 белая пешка · A1 белая ладья · B1 белый конь · C1 белый слон · D1 белый охранник · E1 белый король · F1 белая королева · G1 белый охранник · H1 белый слон · I1 белый конь · J1 белая ладья | A10 чёрная ладья · B10 чёрный конь · C10 чёрный слон · D10 чёрный охранник · E10 чёрная королева · F10 чёрный король · G10 чёрный охранник · H10 чёрный слон · I10 чёрный конь · J10 чёрная ладья · A9 чёрная пешка · B9 чёрная пешка · C9 чёрная пешка · D9 чёрная пешка · E9 чёрная пешка · F9 чёрная пешка · G9 чёрная пешка · H9 чёрная пешка · I9 чёрная пешка · J9 чёрная пешка · A2 белая пешка · B2 белая пешка · C2 белая пешка · D2 белая пешка · E2 белая пешка · F2 белая пешка · G2 белая пешка · H2 белая пешка · I2 белая пешка · J2 белая пешка · A1 белая ладья · B1 белый конь · C1 белый слон · D1 белый охранник · E1 белый король · F1 белая королева · G1 белый охранник · H1 белый слон · I1 белый конь · J1 белая ладья | A10 чёрная ладья · B10 чёрный конь · C10 чёрный слон · D10 чёрный охранник · E10 чёрная королева · F10 чёрный король · G10 чёрный охранник · H10 чёрный слон · I10 чёрный конь · J10 чёрная ладья · A9 чёрная пешка · B9 чёрная пешка · C9 чёрная пешка · D9 чёрная пешка · E9 чёрная пешка · F9 чёрная пешка · G9 чёрная пешка · H9 чёрная пешка · I9 чёрная пешка · J9 чёрная пешка · A2 белая пешка · B2 белая пешка · C2 белая пешка · D2 белая пешка · E2 белая пешка · F2 белая пешка · G2 белая пешка · H2 белая пешка · I2 белая пешка · J2 белая пешка · A1 белая ладья · B1 белый конь · C1 белый слон · D1 белый охранник · E1 белый король · F1 белая королева · G1 белый охранник · H1 белый слон · I1 белый конь · J1 белая ладья | A10 чёрная ладья · B10 чёрный конь · C10 чёрный слон · D10 чёрный охранник · E10 чёрная королева · F10 чёрный король · G10 чёрный охранник · H10 чёрный слон · I10 чёрный конь · J10 чёрная ладья · A9 чёрная пешка · B9 чёрная пешка · C9 чёрная пешка · D9 чёрная пешка · E9 чёрная пешка · F9 чёрная пешка · G9 чёрная пешка · H9 чёрная пешка · I9 чёрная пешка · J9 чёрная пешка · A2 белая пешка · B2 белая пешка · C2 белая пешка · D2 белая пешка · E2 белая пешка · F2 белая пешка · G2 белая пешка · H2 белая пешка · I2 белая пешка · J2 белая пешка · A1 белая ладья · B1 белый конь · C1 белый слон · D1 белый охранник · E1 белый король · F1 белая королева · G1 белый охранник · H1 белый слон · I1 белый конь · J1 белая ладья | A10 чёрная ладья · B10 чёрный конь · C10 чёрный слон · D10 чёрный охранник · E10 чёрная королева · F10 чёрный король · G10 чёрный охранник · H10 чёрный слон · I10 чёрный конь · J10 чёрная ладья · A9 чёрная пешка · B9 чёрная пешка · C9 чёрная пешка · D9 чёрная пешка · E9 чёрная пешка · F9 чёрная пешка · G9 чёрная пешка · H9 чёрная пешка · I9 чёрная пешка · J9 чёрная пешка · A2 белая пешка · B2 белая пешка · C2 белая пешка · D2 белая пешка · E2 белая пешка · F2 белая пешка · G2 белая пешка · H2 белая пешка · I2 белая пешка · J2 белая пешка · A1 белая ладья · B1 белый конь · C1 белый слон · D1 белый охранник · E1 белый король · F1 белая королева · G1 белый охранник · H1 белый слон · I1 белый конь · J1 белая ладья | A10 чёрная ладья · B10 чёрный конь · C10 чёрный слон · D10 чёрный охранник · E10 чёрная королева · F10 чёрный король · G10 чёрный охранник · H10 чёрный слон · I10 чёрный конь · J10 чёрная ладья · A9 чёрная пешка · B9 чёрная пешка · C9 чёрная пешка · D9 чёрная пешка · E9 чёрная пешка · F9 чёрная пешка · G9 чёрная пешка · H9 чёрная пешка · I9 чёрная пешка · J9 чёрная пешка · A2 белая пешка · B2 белая пешка · C2 белая пешка · D2 белая пешка · E2 белая пешка · F2 белая пешка · G2 белая пешка · H2 белая пешка · I2 белая пешка · J2 белая пешка · A1 белая ладья · B1 белый конь · C1 белый слон · D1 белый охранник · E1 белый король · F1 белая королева · G1 белый охранник · H1 белый слон · I1 белый конь · J1 белая ладья | A10 чёрная ладья · B10 чёрный конь · C10 чёрный слон · D10 чёрный охранник · E10 чёрная королева · F10 чёрный король · G10 чёрный охранник · H10 чёрный слон · I10 чёрный конь · J10 чёрная ладья · A9 чёрная пешка · B9 чёрная пешка · C9 чёрная пешка · D9 чёрная пешка · E9 чёрная пешка · F9 чёрная пешка · G9 чёрная пешка · H9 чёрная пешка · I9 чёрная пешка · J9 чёрная пешка · A2 белая пешка · B2 белая пешка · C2 белая пешка · D2 белая пешка · E2 белая пешка · F2 белая пешка · G2 белая пешка · H2 белая пешка · I2 белая пешка · J2 белая пешка · A1 белая ладья · B1 белый конь · C1 белый слон · D1 белый охранник · E1 белый король · F1 белая королева · G1 белый охранник · H1 белый слон · I1 белый конь · J1 белая ладья | A10 чёрная ладья · B10 чёрный конь · C10 чёрный слон · D10 чёрный охранник · E10 чёрная королева · F10 чёрный король · G10 чёрный охранник · H10 чёрный слон · I10 чёрный конь · J10 чёрная ладья · A9 чёрная пешка · B9 чёрная пешка · C9 чёрная пешка · D9 чёрная пешка · E9 чёрная пешка · F9 чёрная пешка · G9 чёрная пешка · H9 чёрная пешка · I9 чёрная пешка · J9 чёрная пешка · A2 белая пешка · B2 белая пешка · C2 белая пешка · D2 белая пешка · E2 белая пешка · F2 белая пешка · G2 белая пешка · H2 белая пешка · I2 белая пешка · J2 белая пешка · A1 белая ладья · B1 белый конь · C1 белый слон · D1 белый охранник · E1 белый король · F1 белая королева · G1 белый охранник · H1 белый слон · I1 белый конь · J1 белая ладья | 2  |
| 1  | A10 чёрная ладья · B10 чёрный конь · C10 чёрный слон · D10 чёрный охранник · E10 чёрная королева · F10 чёрный король · G10 чёрный охранник · H10 чёрный слон · I10 чёрный конь · J10 чёрная ладья · A9 чёрная пешка · B9 чёрная пешка · C9 чёрная пешка · D9 чёрная пешка · E9 чёрная пешка · F9 чёрная пешка · G9 чёрная пешка · H9 чёрная пешка · I9 чёрная пешка · J9 чёрная пешка · A2 белая пешка · B2 белая пешка · C2 белая пешка · D2 белая пешка · E2 белая пешка · F2 белая пешка · G2 белая пешка · H2 белая пешка · I2 белая пешка · J2 белая пешка · A1 белая ладья · B1 белый конь · C1 белый слон · D1 белый охранник · E1 белый король · F1 белая королева · G1 белый охранник · H1 белый слон · I1 белый конь · J1 белая ладья | A10 чёрная ладья · B10 чёрный конь · C10 чёрный слон · D10 чёрный охранник · E10 чёрная королева · F10 чёрный король · G10 чёрный охранник · H10 чёрный слон · I10 чёрный конь · J10 чёрная ладья · A9 чёрная пешка · B9 чёрная пешка · C9 чёрная пешка · D9 чёрная пешка · E9 чёрная пешка · F9 чёрная пешка · G9 чёрная пешка · H9 чёрная пешка · I9 чёрная пешка · J9 чёрная пешка · A2 белая пешка · B2 белая пешка · C2 белая пешка · D2 белая пешка · E2 белая пешка · F2 белая пешка · G2 белая пешка · H2 белая пешка · I2 белая пешка · J2 белая пешка · A1 белая ладья · B1 белый конь · C1 белый слон · D1 белый охранник · E1 белый король · F1 белая королева · G1 белый охранник · H1 белый слон · I1 белый конь · J1 белая ладья | A10 чёрная ладья · B10 чёрный конь · C10 чёрный слон · D10 чёрный охранник · E10 чёрная королева · F10 чёрный король · G10 чёрный охранник · H10 чёрный слон · I10 чёрный конь · J10 чёрная ладья · A9 чёрная пешка · B9 чёрная пешка · C9 чёрная пешка · D9 чёрная пешка · E9 чёрная пешка · F9 чёрная пешка · G9 чёрная пешка · H9 чёрная пешка · I9 чёрная пешка · J9 чёрная пешка · A2 белая пешка · B2 белая пешка · C2 белая пешка · D2 белая пешка · E2 белая пешка · F2 белая пешка · G2 белая пешка · H2 белая пешка · I2 белая пешка · J2 белая пешка · A1 белая ладья · B1 белый конь · C1 белый слон · D1 белый охранник · E1 белый король · F1 белая королева · G1 белый охранник · H1 белый слон · I1 белый конь · J1 белая ладья | A10 чёрная ладья · B10 чёрный конь · C10 чёрный слон · D10 чёрный охранник · E10 чёрная королева · F10 чёрный король · G10 чёрный охранник · H10 чёрный слон · I10 чёрный конь · J10 чёрная ладья · A9 чёрная пешка · B9 чёрная пешка · C9 чёрная пешка · D9 чёрная пешка · E9 чёрная пешка · F9 чёрная пешка · G9 чёрная пешка · H9 чёрная пешка · I9 чёрная пешка · J9 чёрная пешка · A2 белая пешка · B2 белая пешка · C2 белая пешка · D2 белая пешка · E2 белая пешка · F2 белая пешка · G2 белая пешка · H2 белая пешка · I2 белая пешка · J2 белая пешка · A1 белая ладья · B1 белый конь · C1 белый слон · D1 белый охранник · E1 белый король · F1 белая королева · G1 белый охранник · H1 белый слон · I1 белый конь · J1 белая ладья | A10 чёрная ладья · B10 чёрный конь · C10 чёрный слон · D10 чёрный охранник · E10 чёрная королева · F10 чёрный король · G10 чёрный охранник · H10 чёрный слон · I10 чёрный конь · J10 чёрная ладья · A9 чёрная пешка · B9 чёрная пешка · C9 чёрная пешка · D9 чёрная пешка · E9 чёрная пешка · F9 чёрная пешка · G9 чёрная пешка · H9 чёрная пешка · I9 чёрная пешка · J9 чёрная пешка · A2 белая пешка · B2 белая пешка · C2 белая пешка · D2 белая пешка · E2 белая пешка · F2 белая пешка · G2 белая пешка · H2 белая пешка · I2 белая пешка · J2 белая пешка · A1 белая ладья · B1 белый конь · C1 белый слон · D1 белый охранник · E1 белый король · F1 белая королева · G1 белый охранник · H1 белый слон · I1 белый конь · J1 белая ладья | A10 чёрная ладья · B10 чёрный конь · C10 чёрный слон · D10 чёрный охранник · E10 чёрная королева · F10 чёрный король · G10 чёрный охранник · H10 чёрный слон · I10 чёрный конь · J10 чёрная ладья · A9 чёрная пешка · B9 чёрная пешка · C9 чёрная пешка · D9 чёрная пешка · E9 чёрная пешка · F9 чёрная пешка · G9 чёрная пешка · H9 чёрная пешка · I9 чёрная пешка · J9 чёрная пешка · A2 белая пешка · B2 белая пешка · C2 белая пешка · D2 белая пешка · E2 белая пешка · F2 белая пешка · G2 белая пешка · H2 белая пешка · I2 белая пешка · J2 белая пешка · A1 белая ладья · B1 белый конь · C1 белый слон · D1 белый охранник · E1 белый король · F1 белая королева · G1 белый охранник · H1 белый слон · I1 белый конь · J1 белая ладья | A10 чёрная ладья · B10 чёрный конь · C10 чёрный слон · D10 чёрный охранник · E10 чёрная королева · F10 чёрный король · G10 чёрный охранник · H10 чёрный слон · I10 чёрный конь · J10 чёрная ладья · A9 чёрная пешка · B9 чёрная пешка · C9 чёрная пешка · D9 чёрная пешка · E9 чёрная пешка · F9 чёрная пешка · G9 чёрная пешка · H9 чёрная пешка · I9 чёрная пешка · J9 чёрная пешка · A2 белая пешка · B2 белая пешка · C2 белая пешка · D2 белая пешка · E2 белая пешка · F2 белая пешка · G2 белая пешка · H2 белая пешка · I2 белая пешка · J2 белая пешка · A1 белая ладья · B1 белый конь · C1 белый слон · D1 белый охранник · E1 белый король · F1 белая королева · G1 белый охранник · H1 белый слон · I1 белый конь · J1 белая ладья | A10 чёрная ладья · B10 чёрный конь · C10 чёрный слон · D10 чёрный охранник · E10 чёрная королева · F10 чёрный король · G10 чёрный охранник · H10 чёрный слон · I10 чёрный конь · J10 чёрная ладья · A9 чёрная пешка · B9 чёрная пешка · C9 чёрная пешка · D9 чёрная пешка · E9 чёрная пешка · F9 чёрная пешка · G9 чёрная пешка · H9 чёрная пешка · I9 чёрная пешка · J9 чёрная пешка · A2 белая пешка · B2 белая пешка · C2 белая пешка · D2 белая пешка · E2 белая пешка · F2 белая пешка · G2 белая пешка · H2 белая пешка · I2 белая пешка · J2 белая пешка · A1 белая ладья · B1 белый конь · C1 белый слон · D1 белый охранник · E1 белый король · F1 белая королева · G1 белый охранник · H1 белый слон · I1 белый конь · J1 белая ладья | A10 чёрная ладья · B10 чёрный конь · C10 чёрный слон · D10 чёрный охранник · E10 чёрная королева · F10 чёрный король · G10 чёрный охранник · H10 чёрный слон · I10 чёрный конь · J10 чёрная ладья · A9 чёрная пешка · B9 чёрная пешка · C9 чёрная пешка · D9 чёрная пешка · E9 чёрная пешка · F9 чёрная пешка · G9 чёрная пешка · H9 чёрная пешка · I9 чёрная пешка · J9 чёрная пешка · A2 белая пешка · B2 белая пешка · C2 белая пешка · D2 белая пешка · E2 белая пешка · F2 белая пешка · G2 белая пешка · H2 белая пешка · I2 белая пешка · J2 белая пешка · A1 белая ладья · B1 белый конь · C1 белый слон · D1 белый охранник · E1 белый король · F1 белая королева · G1 белый охранник · H1 белый слон · I1 белый конь · J1 белая ладья | A10 чёрная ладья · B10 чёрный конь · C10 чёрный слон · D10 чёрный охранник · E10 чёрная королева · F10 чёрный король · G10 чёрный охранник · H10 чёрный слон · I10 чёрный конь · J10 чёрная ладья · A9 чёрная пешка · B9 чёрная пешка · C9 чёрная пешка · D9 чёрная пешка · E9 чёрная пешка · F9 чёрная пешка · G9 чёрная пешка · H9 чёрная пешка · I9 чёрная пешка · J9 чёрная пешка · A2 белая пешка · B2 белая пешка · C2 белая пешка · D2 белая пешка · E2 белая пешка · F2 белая пешка · G2 белая пешка · H2 белая пешка · I2 белая пешка · J2 белая пешка · A1 белая ладья · B1 белый конь · C1 белый слон · D1 белый охранник · E1 белый король · F1 белая королева · G1 белый охранник · H1 белый слон · I1 белый конь · J1 белая ладья | 1  |
|    | A | B | C | D | E | F | G | H | I | J |    |

Игра производится на доске 10 × 10. В хиашатаре у каждого игрока на 4 фигуры больше, чем в шатаре: добавляются две пешки и две новые фигуры, называемые хиа. В последнее время[когда?] фигуры иногда расставляются иным образом: положение чёрных не меняется, а у белых король и ферзь меняются местами.

### Ходы
У короля, ладьи и слона остались такие же ходы, как и в шатаре, а у пешки и ферзя есть следующие отличия от шатара: ферзь ходит по горизонтали, вертикали и диагонали на любое количество клеток; пешка может ходить из начального положения на 1-3 поля вперед; появилось правило взятия на проходе; обязательного первого хода нет. В хиашатаре отсутствуют характерные для шатара ограничения при постановке мата.
Телохранитель ходит на 1-2 клетки в любом направлении, а также создаёт зону влияния на восьми примыкающих к нему полях, внутри которой фигуры могут перемещаться только на 1 клетку. Зона влияния также тормозит любые фигуры, которые проходят через неё. Если на доске остаются у каждого игрока король и телохранитель, то объявляется ничья.